# Lista de couraçados dos Estados Unidos

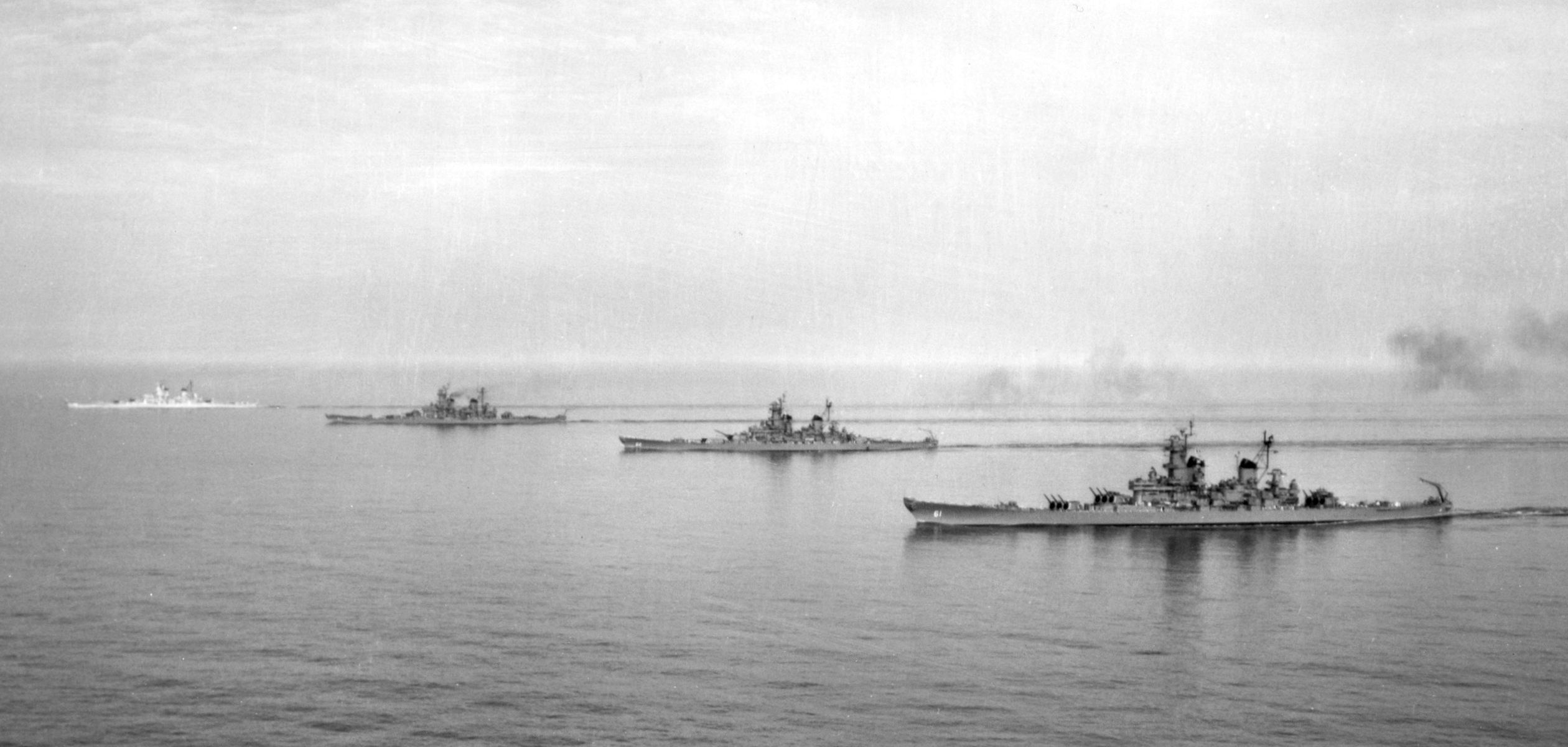
Os quatro couraçados da Classe Iowa em manobras em 1954, os últimos couraçados construídos pelos Estados Unidos

A Marinha dos Estados Unidos construiu uma série de couraçados entre as décadas de 1890 e 1940. O isolacionismo do país no final do século XIX influenciou os projetos de seus primeiros couraçados, a Classe Indiana, o USS Iowa e a Classe Kearsarge, que foram projetados principalmente para funções de defesa litorânea. Essa filosofia entrou em um período de transição com a Classe Illinois e a Classe Maine, que eram mais modernas e direcionadas para operações em alto-mar. A vitória norte-americana na Guerra Hispano-Americana em 1898 demonstrou a capacidade e necessidade de uma poderosa força de couraçados, com a Classe Virginia e a Classe Connecticut sendo projetadas para serem maiores e mais poderosas que suas predecessoras. Entretanto, esse crescimento de tamanho dos navios também elevou seus custos, gerando discussões no Congresso dos Estados Unidos e dentro da própria marinha. Consequentemente, a Classe Mississippi foi construída com um projeto menor.
O comissionamento do couraçado britânico HMS Dreadnought em 1906 revolucionou a construção naval mundial e deixou todos os couraçados norte-americanos construídos até então obsoletos. Os primeiros navios dreadnought norte-americanos foram a Classe South Carolina, projetada em paralelo com o Dreadnought e implementando inovações no arranjo de sua bateria principal. Sucederam-se a Classe Delaware, Classe Florida, Classe Wyoming e a Classe New York, cada uma com projeto baseado em sua predecessora e com tamanhos cada vez maiores. Oposição política contra a elevação dos tamanhos e custos dos couraçados da marinha levou ao surgimento dos chamados "couraçados tipo padrão", embarcações caracterizadas por uma padronização de armamento, blindagem, autonomia e velocidade, permitindo que operassem juntos de forma homogênea. A primeira classe padrão foi a Classe Nevada, sendo seguida pela Classe Pennsylvania, Classe New Mexico, Classe Tennessee e Classe Colorado. A última classe de couraçados padrão teria sido a Classe South Dakota, mesmo assim projetada para ser muito maior e poderosa que suas predecessoras. Entretanto, ela foi cancelada após a assinatura do Tratado Naval de Washington em 1922.
O Tratado Naval de Washington e o Tratado Naval de Londres de 1930 proibiram a construção de novos couraçados até 1936 e impuseram um limite de 36 mil toneladas de deslocamento padrão a novos projetos. O Segundo Tratado Naval de Londres de 1936 manteve o limite de deslocamento e também restringiu o tamanho dos canhões principais a 356 milímetros. A Classe North Carolina foi projetada aderindo a essas restrições, porém os Estados Unidos invocou a chamada "cláusula do escalonamento", permitindo que sua bateria principal crescesse para 406 milímetros. O sistema do Tratado Naval de Washington ruiu logo em seguida, liberando a construção de embarcações maiores. Objeções do Congresso sobre o aumento dos tamanhos fizeram com que a Classe South Dakota fosse encomendada com um projeto menor, mas incorporando maior blindagem e armamentos. Estas objeções políticas logo desapareceram e permitiram que a Classe Iowa fosse aprovada com um deslocamento de mais de dez mil toneladas a mais. Seis couraçados tiveram suas obras iniciadas, porém os dois últimos foram cancelados incompletos ao final da Segunda Guerra Mundial. O último projeto de couraçados norte-americanos foi a Classe Montana, planejada para ser a maior, mais poderosa e protegida dos Estados Unidos. Entretanto, ela foi rapidamente cancelada em favor de mais porta-aviões.
Os couraçados construídos pelos Estados Unidos participaram de vários conflitos no decorrer de quase um século. A primeira guerra com sua participação foi a Guerra Hispano-Americana, quando os navios da Classe Indiana e o Iowa afundaram uma esquadra de cruzadores blindados espanhóis na Batalha de Santiago de Cuba. Os dreadnoughts das Classes Delaware, Florida, Wyoming e New York formaram a Divisão de Couraçados Nove após a entrada dos Estados Unidos na Primeira Guerra Mundial, fazendo parte da Grande Frota britânica. A maioria dos pré-dreadnoughts e dos dreadnoughts mais antigos foram desmontados na década de 1920 pelos termos do Tratado Naval de Washington. Os membros das Classes Wyoming, New York, Nevada, Pennsylvania, New Mexico, Tennessee e Colorado lutaram na Segunda Guerra Mundial, principalmente em bombardeios litorâneos no Teatro do Pacífico. Já os couraçados rápidos das Classes North Carolina, South Dakota e Iowa foram empregados na escolta de porta-aviões. A enorme maioria desses navios foram desmontados ao final desta guerra, porém os membros da Classe Iowa foram reativados periodicamente pelas décadas seguintes, atuando na Guerra da Coreia, Guerra do Vietnã e Guerra do Golfo. De todos os couraçados dos Estados Unidos, o USS Texas da Classe New York, USS North Carolina da Classe North Carolina, USS Massachusetts e USS Alabama da Classe South Dakota e os quatro membros finalizados da Classe Iowa estão preservados como navios-museu.
| Armas principais | Número e tamanho dos canhões da bateria principal         |
| Deslocamento     | Deslocamento do navio totalmente carregado                |
| Propulsão        | Número e tipo do sistema de propulsão e velocidade máxima |
| Batimento        | Data em que o batimento de quilha ocorreu                 |
| Lançamento       | Data em que o navio foi lançado ao mar                    |
| Comissionamento  | Data em que o navio foi comissionado em serviço           |
| Destino          | Fim que o navio teve                                      |

## Couraçados pré-dreadnought

### ClasseIndiana

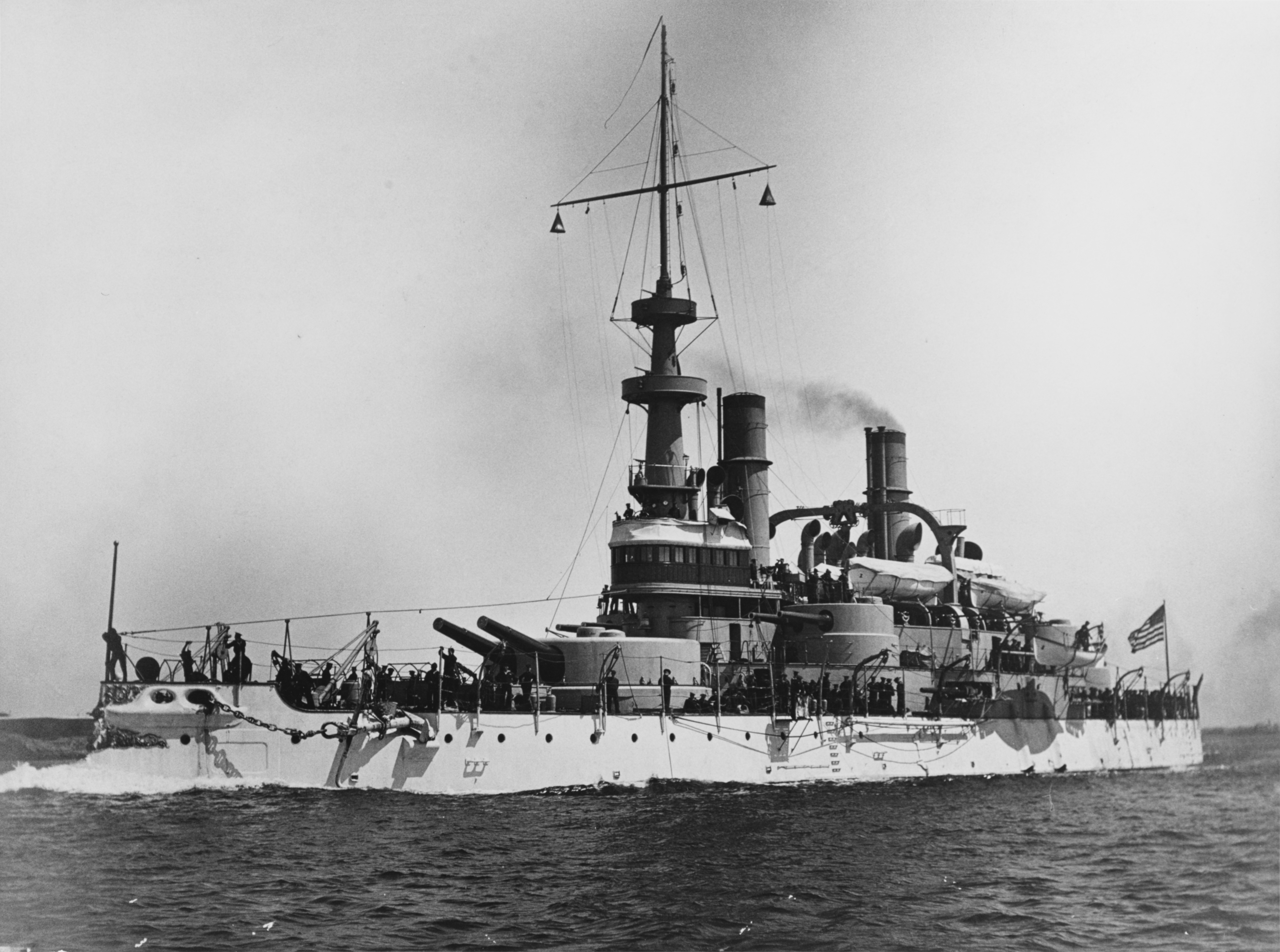
O USS Indiana c. 1895–1900

A Classe Indiana foi a primeira de couraçados de primeira linha da Marinha dos Estados Unidos, sucedendo o couraçado de segunda linha USS Texas, encomendado alguns anos antes com um projeto pequeno e limitado. O orçamento da Classe Indiana foi aprovado depois de várias discussões no Congresso dos Estados Unidos sobre a necessidade e os custos de uma expansão naval, além de discussões políticas sobre o isolacionismo norte-americano. Os couraçados foram projetados para defesa litorânea e não tinham a intenção de serem usados em operações ofensivas, possuindo uma autonomia limitada e uma pequena borda livre, algo que restringia sua navegabilidade. Mesmo assim, a classe recebeu muita blindagem e um armamento pesado, com uma bateria secundária de 203 milímetros não encontrada em outros couraçados contemporâneos. Entretanto, sofriam de sérios problemas de estabilidade.
Os navios tiveram carreiras tranquilas durante seus primeiros anos de serviço, participando principalmente de treinamentos de rotina. A Guerra Hispano-Americana começou em 1898 e eles foram enviados para Cuba, porém o Oregon precisou viajar da Costa Oeste contornado a América do Sul para poder juntar-se a seus irmãos. Eles bloquearam Santiago de Cuba, com o Indiana e o Oregon participando da Batalha de Santiago de Cuba em julho, quando afundaram uma esquadra de cruzadores blindados. Voltaram para seus deveres de treinamento pós-guerra, mas o Oregon serviu na Ásia na Guerra Filipino-Americana e no Levante dos Boxers. Foram descomissionados no final da década de 1900 e reativados ocasionalmente como navios-escola. O Indiana e o Massachusetts foram afundados como alvos de tiro em 1920 e 1921, respectivamente, com o primeiro sendo desmontado em 1924. O Oregon foi transformado em um navio-museu em 1925, porém foi tomado de volta pela marinha em 1941 e desmontado em 1956.
| Navio             | Armas principais | Deslocamento | Propulsão                                      | Serviço          | Serviço           | Serviço          | Serviço            |
| Navio             | Armas principais | Deslocamento | Propulsão                                      | Batimento        | Lançamento        | Comissionamento  | Destino            |
| ----------------- | ---------------- | ------------ | ---------------------------------------------- | ---------------- | ----------------- | ---------------- | ------------------ |
| USS Indiana       | 4 × 330 mm       | 11 876 t     | 2 motores de tripla-expansão; 15 nós (28 km/h) | maio de 1891     | fevereiro de 1893 | novembro de 1895 | Desmontado em 1924 |
| USS Massachusetts | 4 × 330 mm       | 11 876 t     | 2 motores de tripla-expansão; 15 nós (28 km/h) | junho de 1891    | junho de 1893     | junho de 1896    | Afundado em 1921   |
| USS Oregon        | 4 × 330 mm       | 11 876 t     | 2 motores de tripla-expansão; 15 nós (28 km/h) | novembro de 1891 | outubro de 1893   | julho de 1896    | Desmontado em 1956 |

### USSIowa

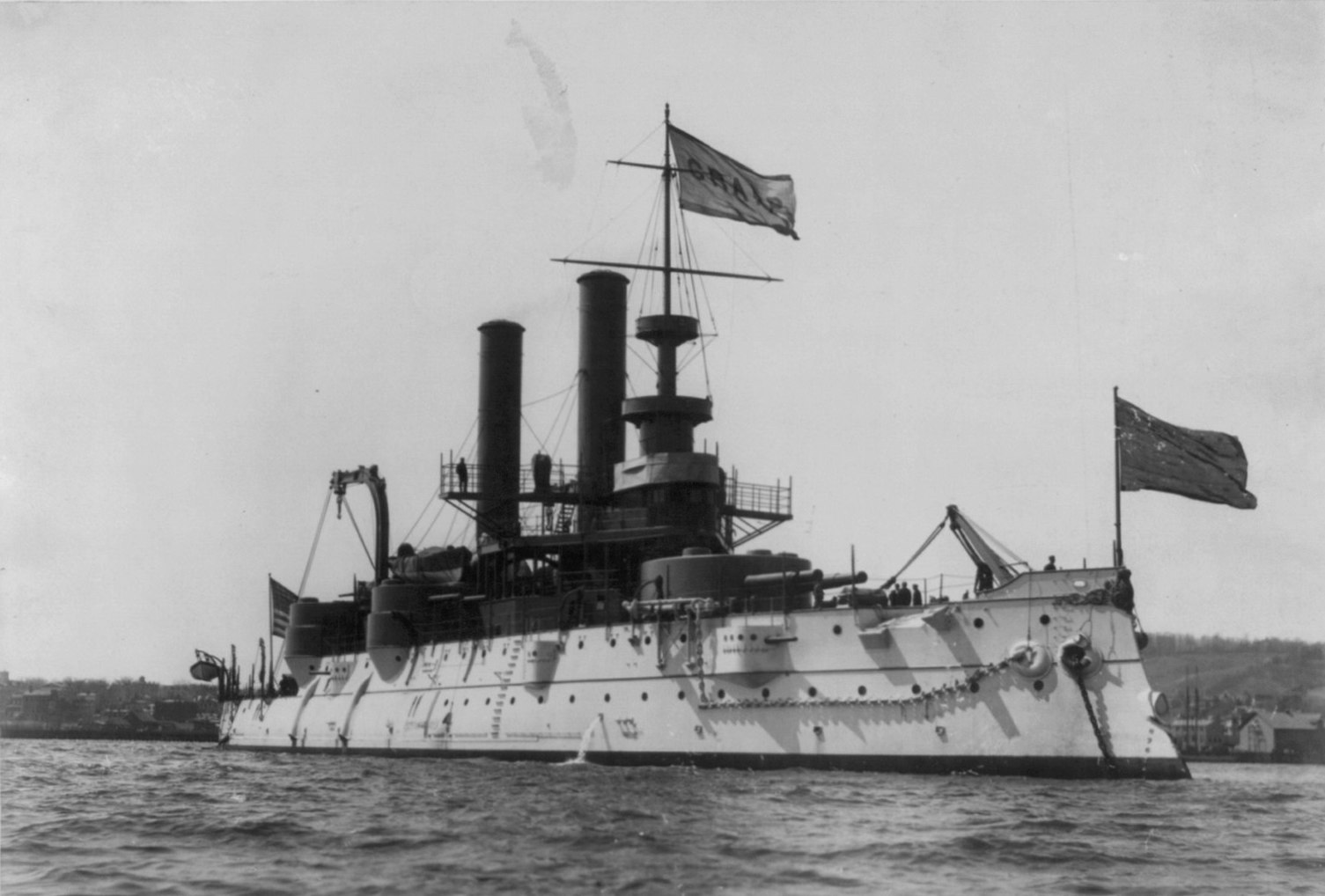
O USS Iowa em 1897

O USS Iowa, assim como a Classe Indiana, foi projetado principalmente para defesa litorânea. Um dos objetivos de projeto era aumentar sua autonomia por meio da redução de peso em algumas áreas, permitindo um maior estoque de carvão. Consequentemente, o armamento principal foi reduzido para quatro canhões de 305 milímetros e alguns canhões secundários de 203 milímetros foram eliminados em favor de canhões de 102 milímetros, além da adoção de uma nova blindagem que permitia o mesmo nível de proteção com uma espessura mais fina. Outras alterações incluíram um castelo da proa mais elevado e um casco mais longo.
O Iowa passou seu primeiro ano de serviço conduzindo operações de treinamento normais no Oceano Atlântico, sendo transferido para o Mar do Caribe no início de 1898. Com o início da Guerra Hispano-Americana, participou do Bombardeio de San Juan em Porto Rico e depois da Batalha de Santiago de Cuba, ajudando a afundar três cruzadores blindados espanhóis. Pela década após a guerra o couraçado retornou para sua rotina de treinamento e serviu tanto no Atlântico quanto no Oceano Pacífico sem grandes incidentes. Foi modernizado entre 1908 e 1910 e passou a atuar como navio-escola, sendo removido do serviço em 1913, mas brevemente reativado durante a Primeira Guerra Mundial. Foi convertido em um navio alvo de tiro em 1919 e usado como tal até ser afundado em 1923.
| Navio    | Armas principais | Deslocamento | Propulsão                                      | Serviço        | Serviço       | Serviço         | Serviço          |
| Navio    | Armas principais | Deslocamento | Propulsão                                      | Batimento      | Lançamento    | Comissionamento | Destino          |
| -------- | ---------------- | ------------ | ---------------------------------------------- | -------------- | ------------- | --------------- | ---------------- |
| USS Iowa | 4 × 305 mm       | 12 850 t     | 2 motores de tripla-expansão; 16 nós (30 km/h) | agosto de 1893 | março de 1896 | junho de 1897   | Afundado em 1923 |

### ClasseKearsarge

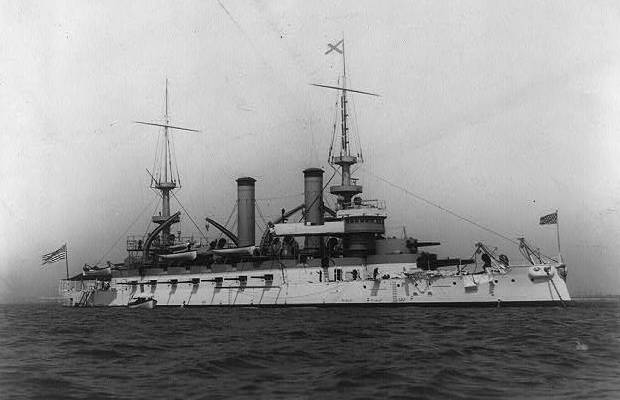
O USS Kearsarge em 1906

Os Estados Unidos demoraram para encomendar novos couraçados devido a uma crise econômica em 1893 e oposição por parte do Secretário da Marinha, com autorização para uma nova classe só ocorrendo em 1895. O projeto da Classe Kearsarge representou um meio termo entre a Classe Indiana e o Iowa, especialmente na questão da borda livre, que era mais alta que da Classe Indiana, mas menor que do Iowa. A blindagem foi expandida, incluindo um arranjo melhorado do convés blindado que permitia maior proteção do volume do casco. Os dois navios também adotaram um esquema único de armamento, possuindo uma torre de artilharia dupla de canhões de 203 milímetros instalada e fixada no teto das torre de artilharia duplas principais de 330 milímetros.
O Kearsarge passou seus primeiros cinco anos de serviço como a capitânia da Esquadra do Atlântico Norte, enquanto o Kentucky foi enviado para a China a fim de lidar com o Levante dos Boxers, permanecendo na região do Sudeste Asiático até 1904. Ambos realizaram uma volta ao mundo entre 1907 e 1909 como parte da Grande Frota Branca, despachada pelo presidente Theodore Roosevelt a fim de aumentar o prestígio norte-americano e demonstrar ao Congresso a necessidade de uma marinha forte. Foram modernizados de 1909 a 1911 e colocados na reserva, atuando pela década seguinte principalmente como navios-escola até serem tirados de serviço em definitivo em 1920. O Kentucky foi rapidamente descartado e desmontado em 1922, enquanto o Kearsarge foi convertido em um navio-guindaste, exercendo esta função até ser desmontado em 1955.
| Navio         | Armas principais | Deslocamento | Propulsão                                      | Serviço       | Serviço       | Serviço           | Serviço            |
| Navio         | Armas principais | Deslocamento | Propulsão                                      | Batimento     | Lançamento    | Comissionamento   | Destino            |
| ------------- | ---------------- | ------------ | ---------------------------------------------- | ------------- | ------------- | ----------------- | ------------------ |
| USS Kearsarge | 4 × 330 mm       | 13 060 t     | 2 motores de tripla-expansão; 16 nós (30 km/h) | junho de 1896 | março de 1898 | fevereiro de 1900 | Desmontado em 1955 |
| USS Kentucky  | 4 × 330 mm       | 13 060 t     | 2 motores de tripla-expansão; 16 nós (30 km/h) | junho de 1896 | março de 1898 | maio de 1900      | Desmontado em 1923 |

### ClasseIllinois

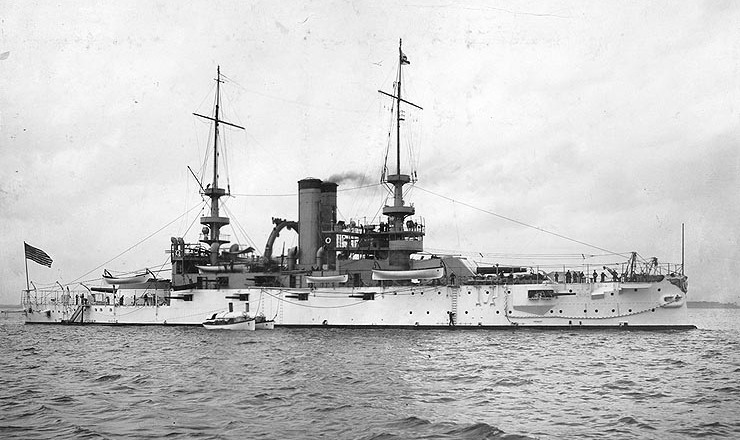
O Illinois c. 1901–1908

O projeto da Classe Illinois afastou-se das funções principais de defesa litorânea dos couraçados anteriores em favor de uma melhor navegabilidade do que aquelas vistas nas Classes Indiana e Kearsarge. A fim de permitir um calado maior, os canhões de 203 milímetros da bateria secundária foram eliminados em favor de canhões de 152 milímetros, considerados superiores. Os navios da Classe Illinois também incorporaram um novo projeto das torres de artilharia de 330 milímetros que possuíam uma blindagem inclinada na frente e um melhor equilíbrio de peso para que as embarcações não adernassem quando a bateria estivesse apontada para alguma lateral.
O Illinois e Alabama começaram suas carreiras atuando na Esquadra do Atlântico Norte, mas também brevemente serviram na Europa em 1902. O Wisconsin, por sua vez, serviu na Frota do Pacífico e na Frota Asiática. O Illinois e Alabama partiram com a Grande Frota Branca em 1907 na Costa Leste, dando a volta na América do Sul e encontrando o Wisconsin na Costa Oeste. O Alabama teve problemas em seus motores e precisou abandonar a frota. Os três foram modernizados em 1909 e a partir de 1912 foram colocados na reserva e usados como navios-escola até serem descomissionados em 1920. O Alabama foi afundado em 1921 como alvo de tiro e depois desmontado, enquanto o Wisconsin foi desmontado em 1922. O Illinois foi convertido em um arsenal flutuante para a Milícia Naval de Nova Iorque, função que exerceu até ser desmontado em 1956.
| Navio         | Armas principais | Deslocamento | Propulsão                                      | Serviço           | Serviço          | Serviço           | Serviço            |
| Navio         | Armas principais | Deslocamento | Propulsão                                      | Batimento         | Lançamento       | Comissionamento   | Destino            |
| ------------- | ---------------- | ------------ | ---------------------------------------------- | ----------------- | ---------------- | ----------------- | ------------------ |
| USS Illinois  | 4 × 330 mm       | 12 450 t     | 2 motores de tripla-expansão; 16 nós (30 km/h) | fevereiro de 1897 | outubro de 1898  | setembro de 1901  | Desmontado em 1956 |
| USS Alabama   | 4 × 330 mm       | 12 450 t     | 2 motores de tripla-expansão; 16 nós (30 km/h) | dezembro de 1896  | maio de 1898     | outubro de 1900   | Desmontado em 1924 |
| USS Wisconsin | 4 × 330 mm       | 12 450 t     | 2 motores de tripla-expansão; 16 nós (30 km/h) | fevereiro de 1897 | novembro de 1898 | fevereiro de 1901 | Desmontado em 1922 |

### ClasseMaine

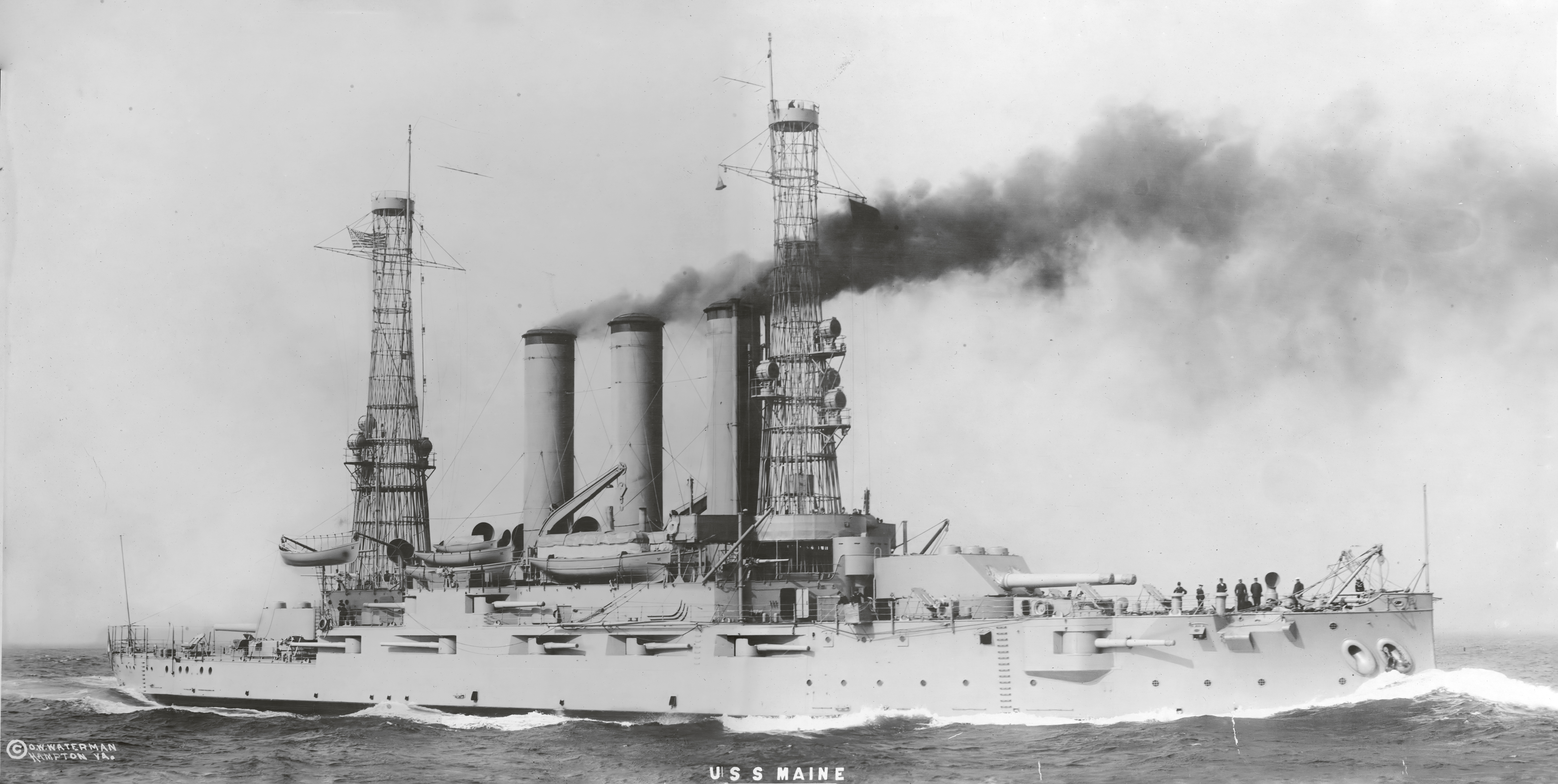
O Maine c. 1911

A Marinha dos Estados Unidos não tinha a intenção de encomendar novos couraçados em 1898, porém a destruição do cruzador blindado USS Maine e o subsequente início da Guerra Hispano-Americana fez com que um novo programa de expansão naval fosse rapidamente aprovado no Congresso. Três novos couraçados foram encomendados, com o primeiro nomeado em homenagem ao destruído Maine. Nessa altura, vários avanços tecnológicos tinham ficado disponíveis, incluindo caldeiras mais eficientes e um novo processo de blindagem que permitia o mesmo nível de proteção com uma espessura mais fina. Além disso, pólvora sem fumaça foi usada pela primeira vez, levando ao projeto de novos canhões de 305 milímetros com uma velocidade de saída muito mais elevada.
Os três navios tiveram inícios de carreira relativamente tranquilos que envolveram principalmente treinamentos de rotina. O Maine e o Missouri foram designados para servir na Frota do Atlântico Norte, enquanto o Ohio foi colocado na Frota Asiática, que tinha como base as Filipinas. Os três realizaram uma volta ao mundo entre 1907 e 1909 como membros da Grande Frota Branca, porém o Maine precisou deixar a formação após a volta pela América do Sul por problemas em suas caldeiras. Passou por reparos e partiu em uma circumnavegação própria, completando a viagem antes da Grande Frota Branca. Os três tiveram carreira sem grandes incidentes pelos seis anos seguintes, com o Missouri atuando como navio-escola e o Ohio sendo enviado para o México durante a Revolução Mexicana. Durante a Primeira Guerra Mundial foram todos usados como navios-escola, sendo descomissionados entre 1919 e 1920 e desmontados alguns anos depois.
| Navio        | Armas principais | Deslocamento | Propulsão                                      | Serviço           | Serviço          | Serviço          | Serviço             |
| Navio        | Armas principais | Deslocamento | Propulsão                                      | Batimento         | Lançamento       | Comissionamento  | Destino             |
| ------------ | ---------------- | ------------ | ---------------------------------------------- | ----------------- | ---------------- | ---------------- | ------------------- |
| USS Maine    | 4 × 305 mm       | 13 900 t     | 2 motores de tripla-expansão; 18 nós (33 km/h) | fevereiro de 1899 | julho de 1901    | dezembro de 1902 | Desmontados em 1922 |
| USS Missouri | 4 × 305 mm       | 13 900 t     | 2 motores de tripla-expansão; 18 nós (33 km/h) | fevereiro de 1900 | dezembro de 1901 | dezembro de 1903 | Desmontados em 1922 |
| USS Ohio     | 4 × 305 mm       | 13 900 t     | 2 motores de tripla-expansão; 18 nós (33 km/h) | abril de 1899     | maio de 1901     | outubro de 1904  | Desmontado em 1923  |

### ClasseVirginia

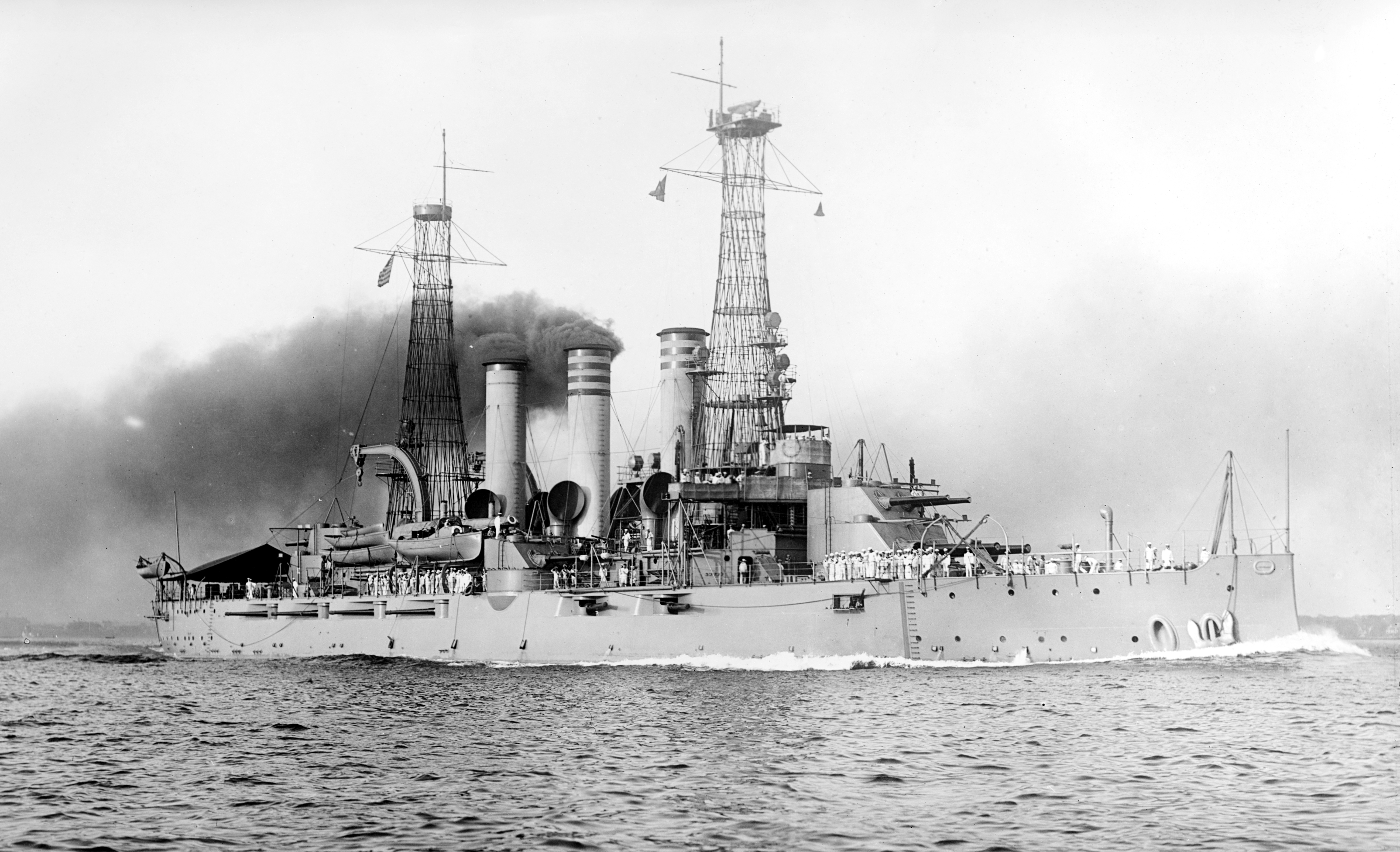
O USS Virginia c. 1910–1913

A vitória na Guerra Hispano-Americana afetou a construção naval norte-americana ao demonstrar que a capacidade da frota de realizar operações em alto-mar requeria uma força poderosa de couraçados, assim abandonando o foco até então de construir embarcações orientadas para defesa litorânea. Consequentemente, o Congresso passou a autorizar navios maiores. O projeto foi baseado na predecessora Classe Maine, mas adotou um esquema de armamento similar ao da Classe Kearsarge, tendo uma torre de artilharia secundária para canhões de 203 milímetros fixada no topo da torre de artilharia principal para armas de 305 milímetros. Isto mostrou-se problemático, pois os canhões de 203 milímetros não conseguiam disparar em cadência de tiro máxima sem interferir nas armas de 305 milímetros. Além disso, o comissionamento do britânico HMS Dreadnought em 1906 revolucionou a construção de couraçados mundialmente e deixou as embarcações da Classe Virginia obsoletas apenas meses após entrarem em serviço.
Todos os cinco tiveram carreiras relativamente tranquilas, ocupando-se principalmente de exercícios de treinamento de rotina. Eles serviram como parte da Frota do Atlântico durante a maior parte de seus períodos em serviço e também participaram da volta ao mundo da Grande Frota Branca entre 1907 e 1909. Eles também atuaram no Mar do Caribe durante agitações na região. Todos envolveram-se na Revolução Mexicana para protegerem cidadãos norte-americanos no México, culminando na ocupação de Veracruz no início de 1914. Os couraçados foram usados como navios-escola no início da Primeira Guerra Mundial e depois como escoltas para comboios de transporte de soldados até a França. Todos foram tirados de serviço até 1920 e descartados sob os termos do Tratado Naval de Washington de 1922. O Virginia e o New Jersey foram afundados como alvo de tiro em 1923, enquanto o Nebraska, Georgia e Rhode Island foram desmontados no mesmo ano.
| Navio            | Armas principais | Deslocamento | Propulsão                                      | Serviço        | Serviço          | Serviço           | Serviço             |
| Navio            | Armas principais | Deslocamento | Propulsão                                      | Batimento      | Lançamento       | Comissionamento   | Destino             |
| ---------------- | ---------------- | ------------ | ---------------------------------------------- | -------------- | ---------------- | ----------------- | ------------------- |
| USS Virginia     | 4 × 305 mm       | 16 350 t     | 2 motores de tripla-expansão; 19 nós (35 km/h) | maio de 1902   | abril de 1904    | maio de 1906      | Afundado em 1923    |
| USS Nebraska     | 4 × 305 mm       | 16 350 t     | 2 motores de tripla-expansão; 19 nós (35 km/h) | julho de 1902  | outubro de 1904  | julho de 1907     | Desmontados em 1923 |
| USS Georgia      | 4 × 305 mm       | 16 350 t     | 2 motores de tripla-expansão; 19 nós (35 km/h) | agosto de 1901 | outubro de 1904  | setembro de 1906  | Desmontados em 1923 |
| USS New Jersey   | 4 × 305 mm       | 16 350 t     | 2 motores de tripla-expansão; 19 nós (35 km/h) | maio de 1902   | novembro de 1904 | maio de 1906      | Afundado em 1923    |
| USS Rhode Island | 4 × 305 mm       | 16 350 t     | 2 motores de tripla-expansão; 19 nós (35 km/h) | maio de 1902   | maio de 1904     | fevereiro de 1906 | Desmontado em 1923  |

### ClasseConnecticut

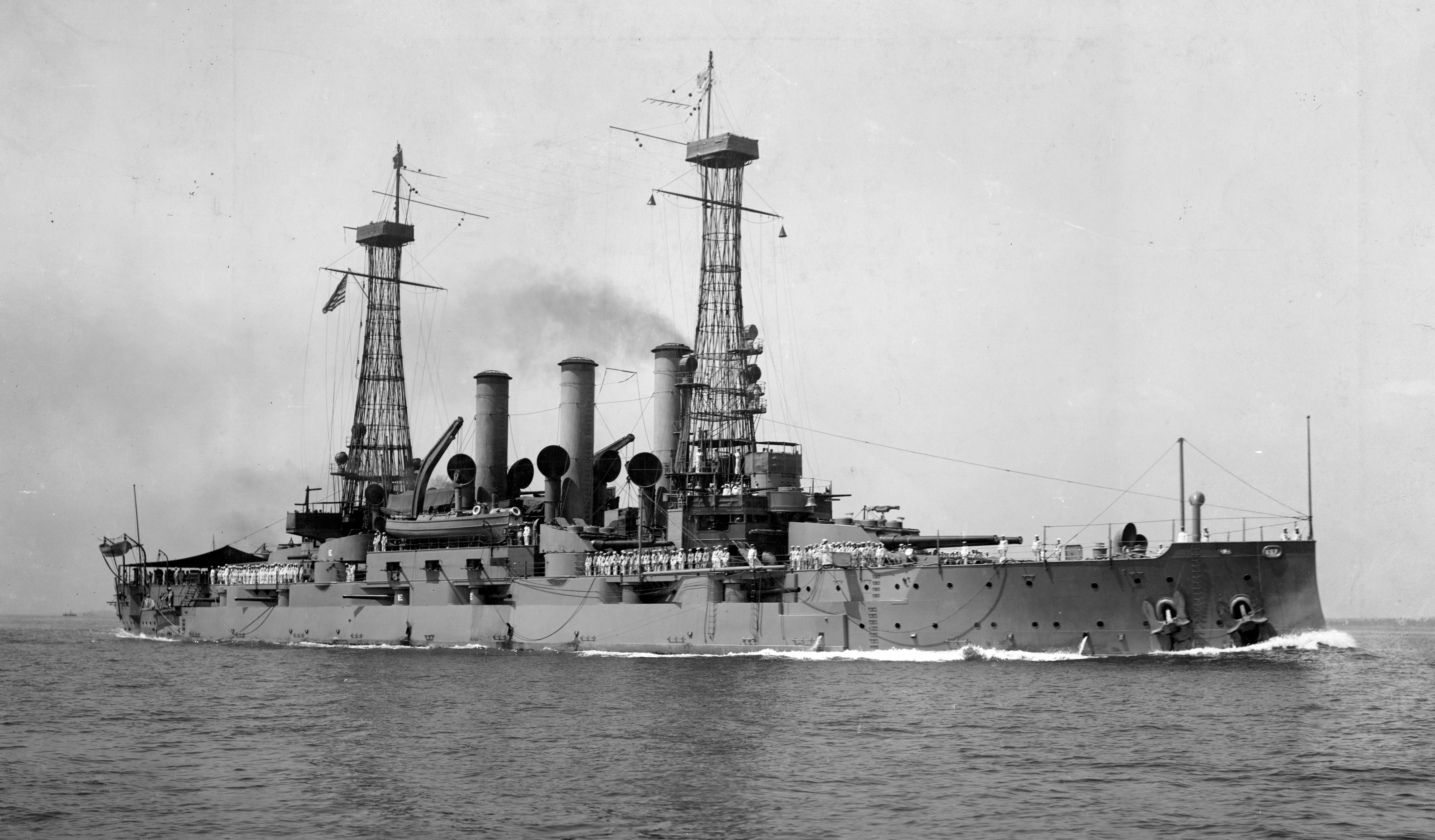
O USS Connecticut c. 1909–1914

A Classe Connecticut continuou com a tendência de couraçados maiores e mais poderosos iniciada pela Classe Virginia. Os navios receberam uma bateria secundária mista de canhões de 203 e 178 milímetros. As quatro últimas embarcações da classe receberam uma proteção de blindagem ligeiramente melhorada em relação aos dois primeiros, com o New Hampshire recebendo ainda mais melhoramentos nessa área. Consequentemente, esses quatro navios algumas vezes são chamados de Classe Vermont. Os seis couraçados da Classe Connecticut foram os mais poderosos pré-dreadnoughts construídos pela Marinha dos Estados Unidos e eram comparáveis a equivalentes estrangeiros, porém já entraram em serviço obsoletos pela chegada do Dreadnought.
Os cinco primeiros navios da classe partiram com a Grande Frota Branca pouco depois de entrarem em serviço. O New Hampshire ainda não estava finalizado na época e assim ficou para trás, mas fez parte da revista naval realizada no retorno da frota em 1909. Todos serviram na Frota do Atlântico pelos anos seguintes, envolvendo-se na Revolução Mexicana e na ocupação de Veracruz. Desde o início da Primeira Guerra Mundial até a entrada dos Estados Unidos do conflito, os couraçados da Classe Connecticut foram usados navios-escola para artilheiros e equipes de engenharia. A partir de 1918 foram usados na escolta de comboios pelo Atlântico, com o Minnesota batendo em uma mina naval em setembro e ficando seriamente danificado. Todos brevemente voltaram a atuar como navios-escola depois do fim da guerra, sendo descomissionados entre 1920 e 1923 e desmontados alguns anos depois.
| Navio             | Armas principais | Deslocamento | Propulsão                                       | Serviço           | Serviço          | Serviço          | Serviço                |
| Navio             | Armas principais | Deslocamento | Propulsão                                       | Batimento         | Lançamento       | Comissionamento  | Destino                |
| ----------------- | ---------------- | ------------ | ----------------------------------------------- | ----------------- | ---------------- | ---------------- | ---------------------- |
| USS Connecticut   | 4 × 305 mm       | 17 950 t     | 2 motores de tripla- expansão; 18 nós (33 km/h) | março de 1903     | setembro de 1904 | setembro de 1906 | Desmontados em 1923–24 |
| USS Louisiana     | 4 × 305 mm       | 17 950 t     | 2 motores de tripla- expansão; 18 nós (33 km/h) | fevereiro de 1903 | agosto de 1904   | junho de 1906    | Desmontados em 1923–24 |
| USS Vermont       | 4 × 305 mm       | 17 950 t     | 2 motores de tripla- expansão; 18 nós (33 km/h) | maio de 1904      | agosto de 1905   | março de 1907    | Desmontados em 1923–24 |
| USS Kansas        | 4 × 305 mm       | 17 950 t     | 2 motores de tripla- expansão; 18 nós (33 km/h) | fevereiro de 1904 | agosto de 1905   | abril de 1907    | Desmontados em 1923–24 |
| USS Minnesota     | 4 × 305 mm       | 17 950 t     | 2 motores de tripla- expansão; 18 nós (33 km/h) | outubro de 1903   | abril de 1905    | março de 1907    | Desmontados em 1923–24 |
| USS New Hampshire | 4 × 305 mm       | 17 950 t     | 2 motores de tripla- expansão; 18 nós (33 km/h) | maio de 1905      | junho de 1906    | março de 1908    | Desmontados em 1923–24 |

### ClasseMississippi

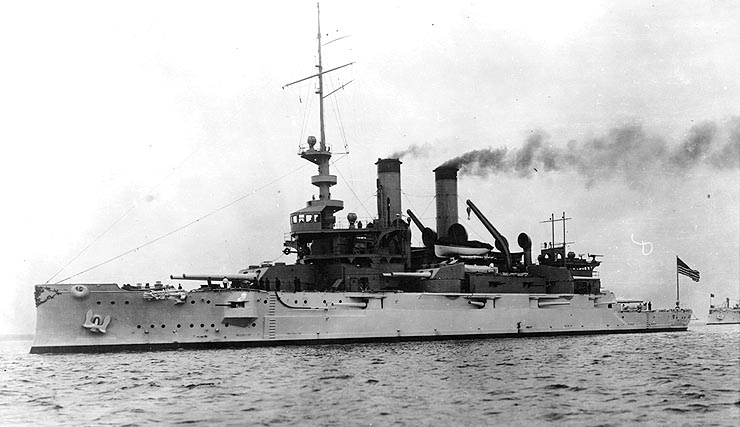
O Mississippi em 1908

A Marinha dos Estados Unidos passou por um grande crescimento na virada do século XIX para o XX, porém isto não teve apoio completo dentro do governo e da própria marinha, surgindo grupos que defendiam navios tecnologicamente superiores e aqueles que preferiam a construção de embarcações mais baratas. Desta forma, a Classe Mississippi foi encomendada para ser menor que seus predecessores imediatos com o objetivo de reduzir o escalonamento dos custos, tamanho e quantidade dos couraçados norte-americanos. Os navios acabaram sendo projetados para serem um meio-termo o mais eficiente possível entre navegabilidade, poder de fogo e custo. Entretanto, o projeto resultante tinha uma navegabilidade ruim, o que transformou os dois couraçados em péssimas plataformas de tiro por balançarem muito nas águas do Atlântico, tendo até dificuldades em navegarem em linha reta mesmo em mares calmos.
O Mississippi e o Idaho serviram na Frota do Atlântico e tiveram carreiras tranquilas. Visitaram a Europa em 1910 e dois anos depois transportaram fuzileiros navais para Cuba a fim de lidar com agitações locais. Ambos foram tirados de serviço pouco depois, com Mississippi passando a ser usado como suporte de aviação na Estação Aeronaval de Pensacola e o Idaho como navio-escola. Foram comprados pela Grécia em 1914, sendo renomeados para Kilkis e Lemnos. Eles serviram na Marinha Real Helênica pelas quase três décadas seguintes, atuando na intervenção dos Aliados na Guerra Civil Russa e na Guerra Greco-Turca de 1919–22 até serem afundados em 1941 durante a invasão alemã da Grécia na Segunda Guerra Mundial, sendo desmontados após o conflito.
| Navio           | Armas principais | Deslocamento | Propulsão                                      | Serviço      | Serviço          | Serviço           | Serviço                                                       |
| Navio           | Armas principais | Deslocamento | Propulsão                                      | Batimento    | Lançamento       | Comissionamento   | Destino                                                       |
| --------------- | ---------------- | ------------ | ---------------------------------------------- | ------------ | ---------------- | ----------------- | ------------------------------------------------------------- |
| USS Mississippi | 4 × 305 mm       | 14 700 t     | 2 motores de tripla-expansão; 17 nós (31 km/h) | maio de 1904 | setembro de 1905 | fevereiro de 1908 | Vendidos para a Grécia em 1914; desmontados na década de 1950 |
| USS Idaho       | 4 × 305 mm       | 14 700 t     | 2 motores de tripla-expansão; 17 nós (31 km/h) | maio de 1904 | dezembro de 1905 | abril de 1908     | Vendidos para a Grécia em 1914; desmontados na década de 1950 |

## Couraçados dreadnought

### ClasseSouth Carolina

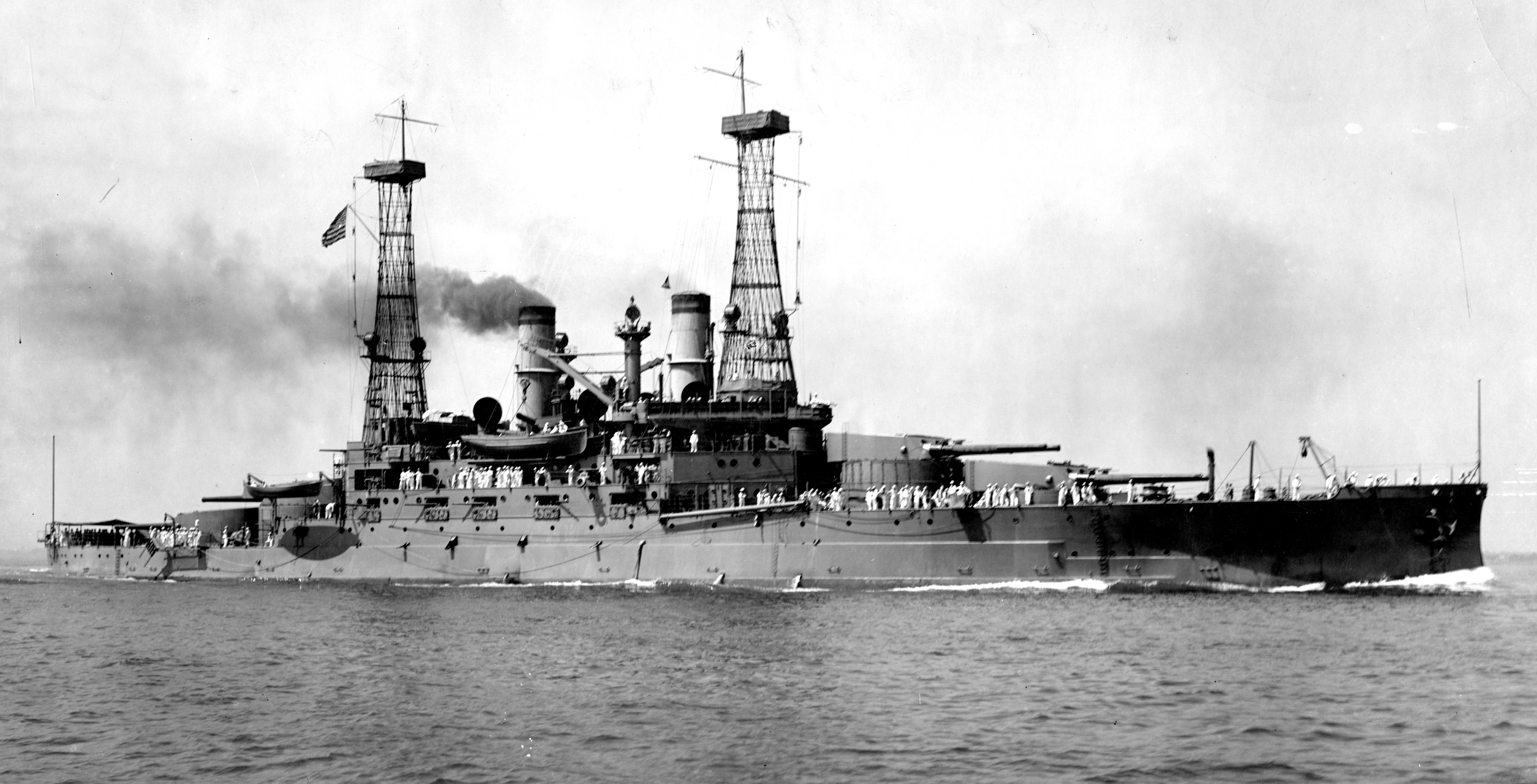
O USS South Carolina c. 1910–1914

Ideias para um couraçado com especificações semelhantes ao que se tornaria o Dreadnought foram levantadas nos círculos da marinha e governo norte-americanos em meados de 1903, sendo desenvolvido em paralelo com o navio britânico e de forma independente. Os projetos foram refinados pelos dois anos seguintes, mesmo com resistência de certas seções da marinha, até uma versão final ser aprovada em 1905. As embarcações abandonaram a bateria mista vista nas classes anteriores em favor de uma bateria principal de canhões de 305 milímetros e uma bateria secundária de armas de 76 milímetros. Também foram os primeiros couraçados na história a arranjar seus canhões principais em um esquema em que uma torre de artilharia ficava sobreposta a outra, podendo disparar por cima desta. Este arranjo permitiu um esquema de blindagem igual ao Dreadnought, mas com três mil toneladas a menos.
O South Carolina e o Michigan atuaram como parte da Frota do Atlântico durante a maior parte de suas carreiras e suas atividades em tempos de paz consistiram principalmente em treinamentos de rotina e visitas diplomáticas a portos estrangeiros. Ambos participaram em 1914 da ocupação de Veracruz na Revolução Mexicana. Com o início da Primeira Guerra Mundial os dois foram agrupados junto com os pré-dreadnoughts devido sua velocidade máxima baixa e realizaram patrulhas de neutralidade pelo litoral da Costa Leste, depois também escoltando alguns comboios no Atlântico até pelo menos metade do caminho para a Europa. Após a guerra foram usados como navios-escola e descomissionados em 1921 e 1922, seguindo os termos do Tratado Naval de Washington. Foram desmontados em 1924.
| Navio              | Armas principais | Deslocamento | Propulsão                                      | Serviço          | Serviço       | Serviço         | Serviço             |
| Navio              | Armas principais | Deslocamento | Propulsão                                      | Batimento        | Lançamento    | Comissionamento | Destino             |
| ------------------ | ---------------- | ------------ | ---------------------------------------------- | ---------------- | ------------- | --------------- | ------------------- |
| USS South Carolina | 8 × 305 mm       | 17 900 t     | 2 motores de tripla-expansão; 18 nós (33 km/h) | dezembro de 1906 | julho de 1908 | março de 1910   | Desmontados em 1924 |
| USS Michigan       | 8 × 305 mm       | 17 900 t     | 2 motores de tripla-expansão; 18 nós (33 km/h) | dezembro de 1906 | maio de 1908  | janeiro de 1910 | Desmontados em 1924 |

### ClasseDelaware

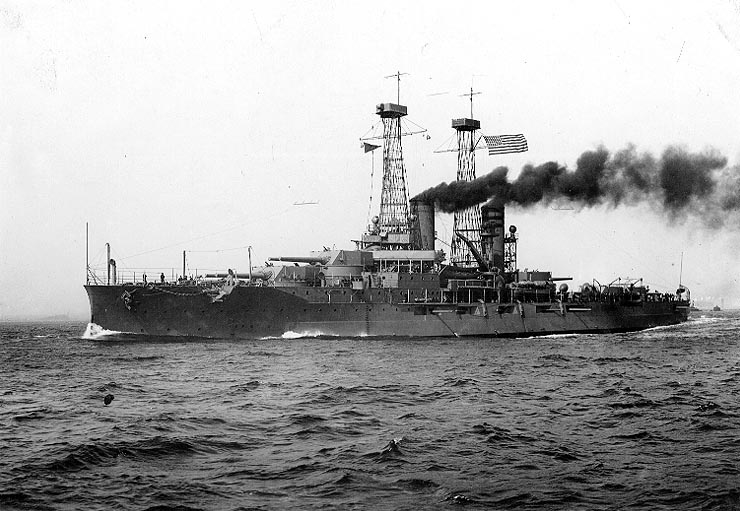
O USS North Dakota c. 1912

Tanto o Congresso quanto a Marinha dos Estados Unidos tiveram a percepção que o Dreadnought era muito superior à Classe South Carolina, que tinha sido projetada e construída sob limitações de tamanho impostas pelo próprio Congresso. Este passou a enxergar tais limitações como irrealistas e assim a Classe Delaware foi a primeira de couraçados norte-americanos projetada sem restrição alguma, com a lei autorizando suas construções pedindo pelos navios mais bem armados, protegidos e rápidos possível. O projeto acabou produzindo embarcações muito maiores que seus predecessores. Além disso, como experimento, cada navio recebeu um sistema de propulsão diferente para avaliação, com o Delaware usando motores de tripla-expansão e o North Dakota turbinas a vapor.
Os dois navios foram designados para servir na Frota do Atlântico. Ambos visitaram a Europa no final de 1910, com o Delaware também realizando uma visita por países da América do Sul no ano seguinte. Eles participaram da ocupação de Veracruz em 1914. Com a entrada dos Estados Unidos na Primeira Guerra Mundial, o Delaware foi enviado para a Europa fazer parte da Divisão de Couraçados Nove, uma formação norte-americana dentro da Grande Frota britânica que tinha a intenção de conter a Frota de Alto-Mar alemã. O North Dakota permaneceu nos Estados Unidos e foi usado como navio-escola durante todo o período do conflito. Após a guerra os dois navios visitaram a Europa em outras ocasiões, sendo descomissionados em 1923. O Delaware foi desmontado em 1924, já o North Dakota foi usado como alvo de tiro e desmontado em 1931.
| Navio            | Armas principais | Deslocamento | Propulsão                                      | Serviço          | Serviço           | Serviço         | Serviço            |
| Navio            | Armas principais | Deslocamento | Propulsão                                      | Batimento        | Lançamento        | Comissionamento | Destino            |
| ---------------- | ---------------- | ------------ | ---------------------------------------------- | ---------------- | ----------------- | --------------- | ------------------ |
| USS Delaware     | 10 × 305 mm      | 22 760 t     | 2 motores de tripla-expansão; 21 nós (39 km/h) | novembro de 1907 | fevereiro de 1909 | abril de 1910   | Desmontado em 1924 |
| USS North Dakota | 10 × 305 mm      | 22 760 t     | 2 turbinas a vapor; 21 nós (39 km/h)           | novembro de 1907 | novembro de 1908  | abril de 1910   | Desmontado em 1931 |

### ClasseFlorida

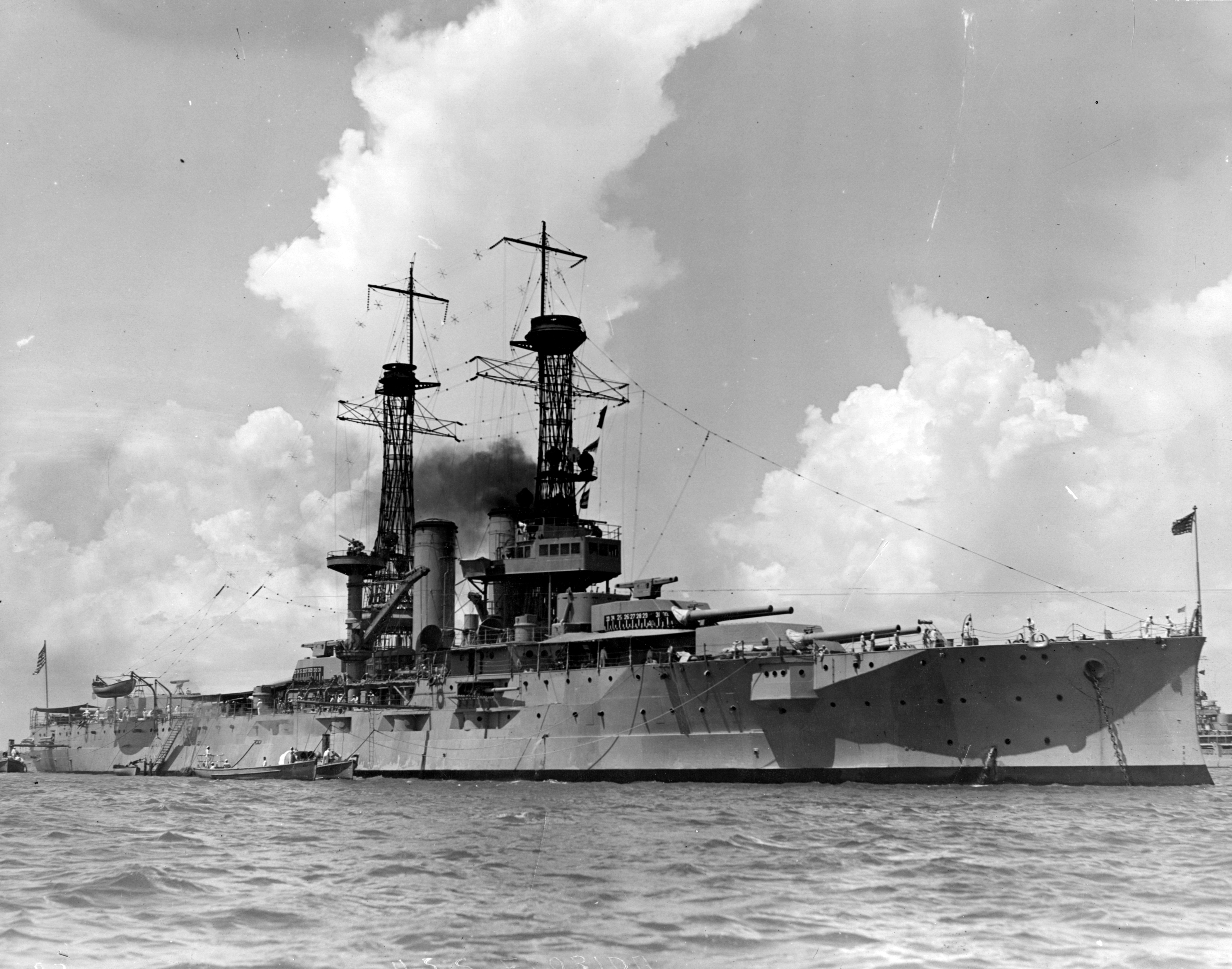
O USS Florida c. 1921

A Classe Florida foi um melhoramento do projeto da predecessora Classe Delaware, porém de forma geral as duas classes eram muito semelhantes entre si. Os dois novos couraçados tinham uma boca maior, o que lhes deu uma altura metacêntrica mais alta e consequentemente melhor flutuabilidade e um casco que não era sujeito a tanto estresse. A classe também foi equipada com novos canhões de 127 milímetros como bateria secundária em casamatas com maior proteção de blindagem.
As duas embarcações começaram suas carreiras servindo na Frota do Atlântico. Eles participaram da ocupação de Veracruz em 1914, desembarcando contingentes de fuzileiros navais para lutarem em terra. Pelos três anos seguinte os couraçados operaram com a rotina normal de treinamentos e exercícios. Os Estados Unidos entraram na Primeira Guerra Mundial em 1917 e o Florida foi enviado para a Europa como parte da Divisão de Couraçados Nove, enquanto o Utah escoltou comboios no Atlântico. Após a guerra os dois voltaram para a rotina de treinamentos com a Frota do Atlântico, sendo modernizados na primeira metade da década de 1920. Os Estados Unidos assinaram o Tratado Naval de Londres em 1930 e, sob seus termos, os dois navios deveriam ser descartados. O Florida foi descomissionado no ano seguinte e desmontado. Já o Utah foi desarmado e transformado em um alvo de tiro controlado por rádio e plataforma de testes para armas antiaéreas. Ele foi afundado em dezembro de 1941 no Ataque a Pearl Harbor, quando foi atingido por dois torpedos e emborcou. Seu casco foi depois parcialmente levantado e puxado para perto da terra, porém os esforços de resgate falharam e seus restos permanecem próximos da Ilha Ford até hoje.
| Navio       | Armas principais | Deslocamento | Propulsão                            | Serviço       | Serviço          | Serviço          | Serviço            |
| Navio       | Armas principais | Deslocamento | Propulsão                            | Batimento     | Lançamento       | Comissionamento  | Destino            |
| ----------- | ---------------- | ------------ | ------------------------------------ | ------------- | ---------------- | ---------------- | ------------------ |
| USS Florida | 10 × 305 mm      | 23 400 t     | 4 turbinas a vapor; 21 nós (39 km/h) | março de 1909 | maio de 1910     | setembro de 1911 | Desmontado em 1931 |
| USS Utah    | 10 × 305 mm      | 23 400 t     | 4 turbinas a vapor; 21 nós (39 km/h) | março de 1909 | dezembro de 1909 | agosto de 1911   | Afundado em 1941   |

### ClasseWyoming

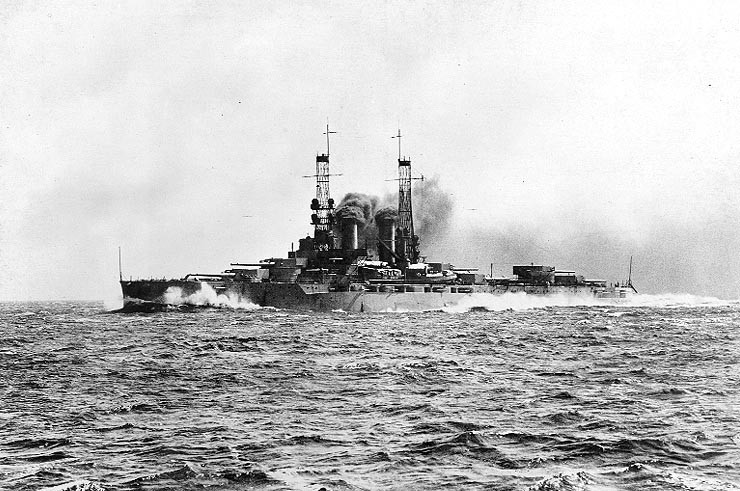
O USS Wyoming c. 1912–1913

O projeto da Classe Wyoming foi inspirado na predecessora Classe Florida, porém com uma torre de artilharia principal a mais. A preferência era para que os novos couraçados fossem armados com canhões de 356 milímetros, pois a Marinha Real Britânica tinha recentemente aumentado o tamanho das armas de seus couraçados para 343 milímetros. Entretanto, o projeto de um canhão desse tamanho teria atrasado a construção de uma nova classe em pelo menos dois anos, além de que isso produziria um navio maior que não poderia ser acomodado pelas instalações portuárias existentes, assim as armas de 305 milímetros foram mantidas. Outras mudanças incluíram elevação da bateria secundária de 127 milímetros e aprimoramento do esquema de blindagem.
Os dois navios começaram suas carreiras servindo na Frota do Atlântico, realizando treinamentos de rotina. Ambos viajaram pelo Mar Mediterrâneo em 1913 e no ano seguinte se envolveram na ocupação de Veracruz. O Wyoming foi para a Europa em 1917 como parte da Divisão de Couraçados Nove depois da entrada dos Estados Unidos na Primeira Guerra Mundial, com o Arksansas juntando-se à formação no ano seguinte. Ambos presenciaram a rendição da Frota de Alto-Mar em novembro de 1918. Após a guerra atuaram brevemente na Frota do Pacífico antes de retornarem para a Frota do Atlântico, sendo modernizados na segunda metade da década de 1920. O Wyoming foi transformado em um navio-escola em 1931 segundo os termos do Tratado Naval de Londres, atuando como tal até ser desmontado em 1947. O Arkansas continuou no serviço ativo, escoltando comboios para o Norte da África depois da entrada dos Estados Unidos na Segunda Guerra Mundial. Foi então usado para bombardeios litorâneos nas invasões da Normandia e do sul da França e nas batalhas de Iwo Jima e Okinawa. Após a guerra foi usado como navio alvo na Operação Crossroads, afundando em julho de 1946.
| Navio        | Armas principais | Deslocamento | Propulsão                            | Serviço           | Serviço         | Serviço          | Serviço            |
| Navio        | Armas principais | Deslocamento | Propulsão                            | Batimento         | Lançamento      | Comissionamento  | Destino            |
| ------------ | ---------------- | ------------ | ------------------------------------ | ----------------- | --------------- | ---------------- | ------------------ |
| USS Wyoming  | 12 × 305 mm      | 27 680 t     | 4 turbinas a vapor; 20 nós (38 km/h) | fevereiro de 1910 | maio de 1911    | setembro de 1912 | Desmontado em 1947 |
| USS Arkansas | 12 × 305 mm      | 27 680 t     | 4 turbinas a vapor; 20 nós (38 km/h) | janeiro de 1910   | janeiro de 1911 | setembro de 1912 | Afundado em 1946   |

### ClasseNew York

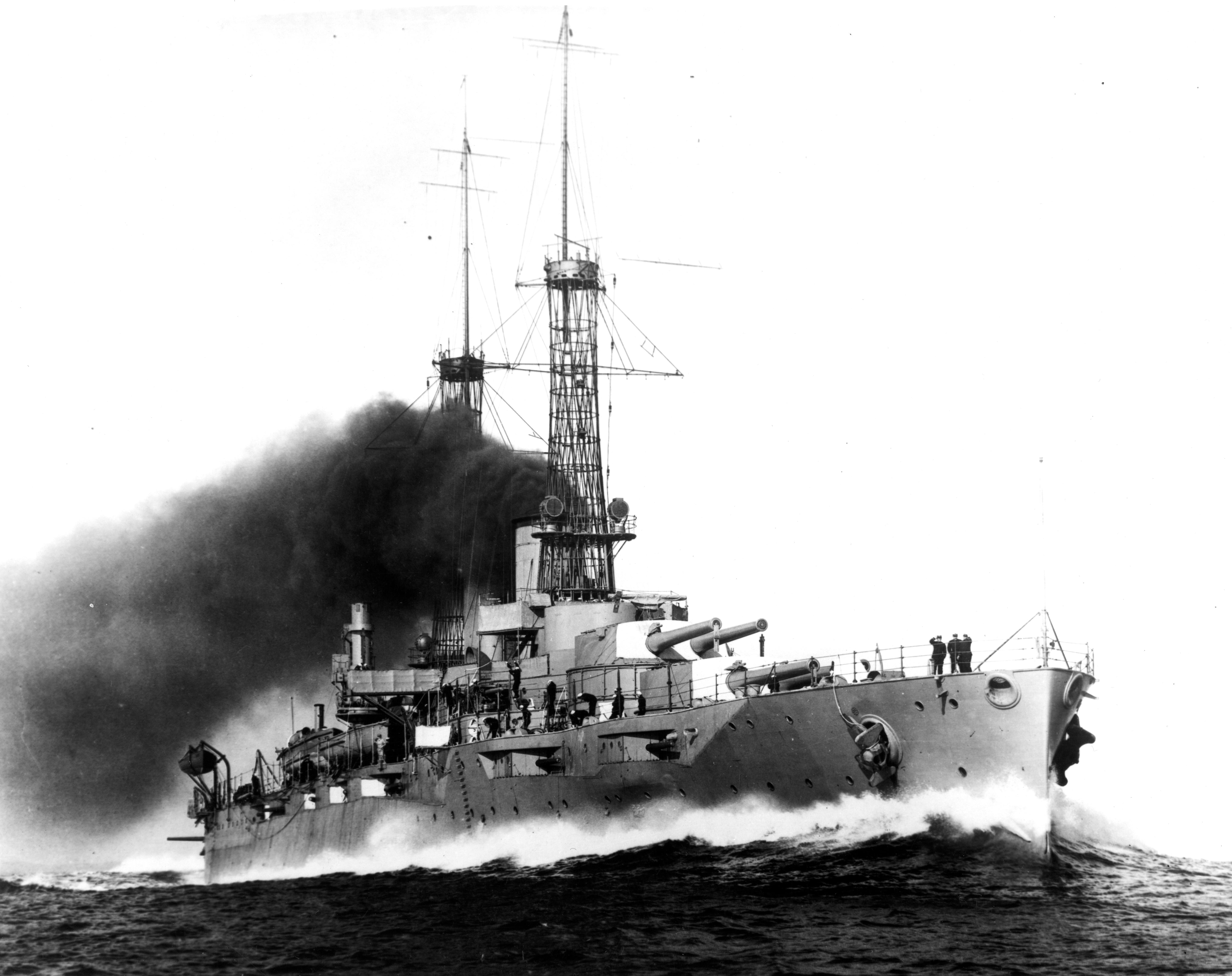
O USS New York em 1915

O projeto da Classe New York partiu de um dos projetos preliminares considerados para os couraçados que se tornariam a Classe Wyoming. Consequentemente, as duas classes eram muito parecidas entre si e tinham aproximadamente um tamanho similar. Os navios da Classe New York foram os a primeiros da Marinha dos Estados Unidos armados com canhões de 356 milímetros. Houve uma tentativa do Comitê de Assuntos Navais do Senado dos Estados Unidos em 1911 para reduzir o tamanho das embarcações a fim que o orçamento naval do ano fosse menor, porém essa manobra foi impedida pelo Secretário da Marinha.
Os dois navios envolveram-se na ocupação de Veracruz pouco depois de entrarem em serviço. Ambos foram enviados para a Europa como parte da Divisão de Couraçados Nove após a entrada dos Estados Unidos na Primeira Guerra Mundial, com o New York atuando como a capitânia da força e tendo possivelmente atropelado e afundado um u-boot alemão por acidente em outubro de 1918. As principais funções dos dois na guerra consistiram em bloqueios e escolta de comboios. Ao final do conflito eles acompanharam a rendição da Frota de Alto-Mar. Durante o período entreguerras as embarcações realizaram principalmente treinamentos e exercícios de rotina. Com a entrada norte-americana na Segunda Guerra Mundial, ambos deram apoio para a invasão do Norte da África em 1942 e então ocuparam-se da escolta de comboios pelos anos seguintes. O Texas realizou bombardeamentos litorâneos durante as invasões da Normandia e sul da França em 1944, juntando-se então ao New York no Teatro do Pacífico para ações nas Batalhas de Iwo Jima e Okinawa. O New York foi usado na Operação Crossroads depois da guerra, porém sobreviveu e acabou deliberadamente afundado em 1948. Já o Texas foi descomissionado em 1948 e transformado em um navio-museu em seu estado homônimo.
| Navio        | Armas principais | Deslocamento | Propulsão                                      | Serviço          | Serviço         | Serviço         | Serviço                     |
| Navio        | Armas principais | Deslocamento | Propulsão                                      | Batimento        | Lançamento      | Comissionamento | Destino                     |
| ------------ | ---------------- | ------------ | ---------------------------------------------- | ---------------- | --------------- | --------------- | --------------------------- |
| USS New York | 10 × 356 mm      | 28 820 t     | 2 motores de tripla-expansão; 21 nós (39 km/h) | setembro de 1911 | outubro de 1912 | maio de 1914    | Afundado em 1948            |
| USS Texas    | 10 × 356 mm      | 28 820 t     | 2 motores de tripla-expansão; 21 nós (39 km/h) | abril de 1911    | maio de 1912    | março de 1914   | Preservado como navio-museu |

### ClasseNevada

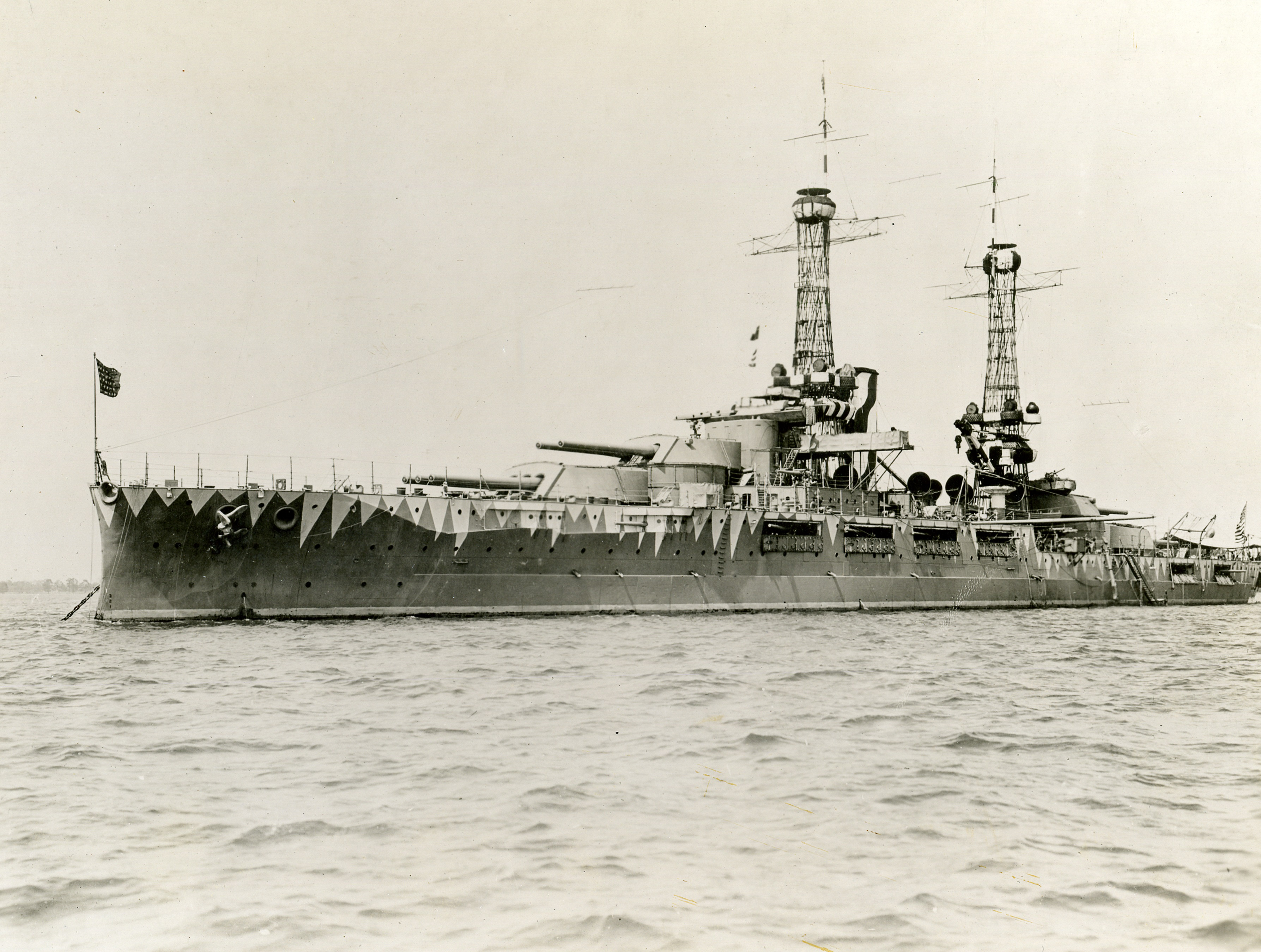
O USS Oklahoma c. 1917

O contínuo crescimento dos couraçados norte-americanos levou a uma oposição política cada vez maior no Congresso, principalmente pelos custos cada vez mais elevados. Além disso, o Secretário da Marinha passou a bloquear propostas do Conselho Geral da Marinha dos Estados Unidos por embarcações maiores e mais poderosas, resultando em uma padronização dos projetos, com a Classe Nevada e suas sucessoras sendo chamadas de "couraçados tipo padrão", caracterizadas por uma homogeneidade em armamento, blindagem, velocidade e autonomia, com melhoramentos ocorrendo incrementalmente. A Classe Nevada foi a primeira dos Estados Unidos a ser armada com torres de artilharia principais triplas e também a possuir uma esquema de blindagem chamado de "tudo ou nada", em que a proteção era destinada apenas para as áreas vitais do navio, como depósitos de munição e maquinários.
Os dois navios participaram de treinamentos por seus dois primeiros anos de serviço e então foram colocados para escoltar comboios até o Reino Unido durante os últimos meses da Primeira Guerra Mundial. Foram depois transferidos para a Frota do Pacífico, ocupando-se pelas duas décadas seguintes de treinamentos de rotina e viagens diplomáticas para portos estrangeiros. Ambos foram modernizados no final da década de 1920. Os dois foram atacados por aeronaves japonesas em dezembro de 1941 no Ataque a Pearl Harbor. O Oklahoma foi torpedeado nove vezes e emborcou parcialmente. Ele foi endireitado em 1943, mas estava muito seriamente danificado para retornar ao serviço, afundando em 1947 enquanto era rebocado para a desmontagem. Já o Nevada foi torpedeado uma vez e atingido por seis a dez bombas, sendo encalhado para não afundar. Foi reflutuado e modernizado, retornando ao serviço em 1943 e sendo usado para bombardeios litorâneos. Ele exerceu essa função na campanha das Ilhas Aleutas, invasão da Normandia e Sul da França e nas batalhas de Iwo Jima e Okinawa. Foi descomissionado depois guerra, usado na Operação Crossroads e depois deliberadamente afundado em 1948.
| Navio        | Armas principais | Deslocamento | Propulsão                                      | Serviço          | Serviço       | Serviço         | Serviço          |
| Navio        | Armas principais | Deslocamento | Propulsão                                      | Batimento        | Lançamento    | Comissionamento | Destino          |
| ------------ | ---------------- | ------------ | ---------------------------------------------- | ---------------- | ------------- | --------------- | ---------------- |
| USS Nevada   | 10 × 356 mm      | 28 900 t     | 2 turbinas a vapor; 20 nós (38 km/h)           | novembro de 1912 | julho de 1914 | março de 1916   | Afundado em 1948 |
| USS Oklahoma | 10 × 356 mm      | 28 900 t     | 2 motores de tripla-expansão; 20 nós (38 km/h) | outubro de 1912  | março de 1914 | maio de 1916    | Afundou em 1947  |

### ClassePennsylvania

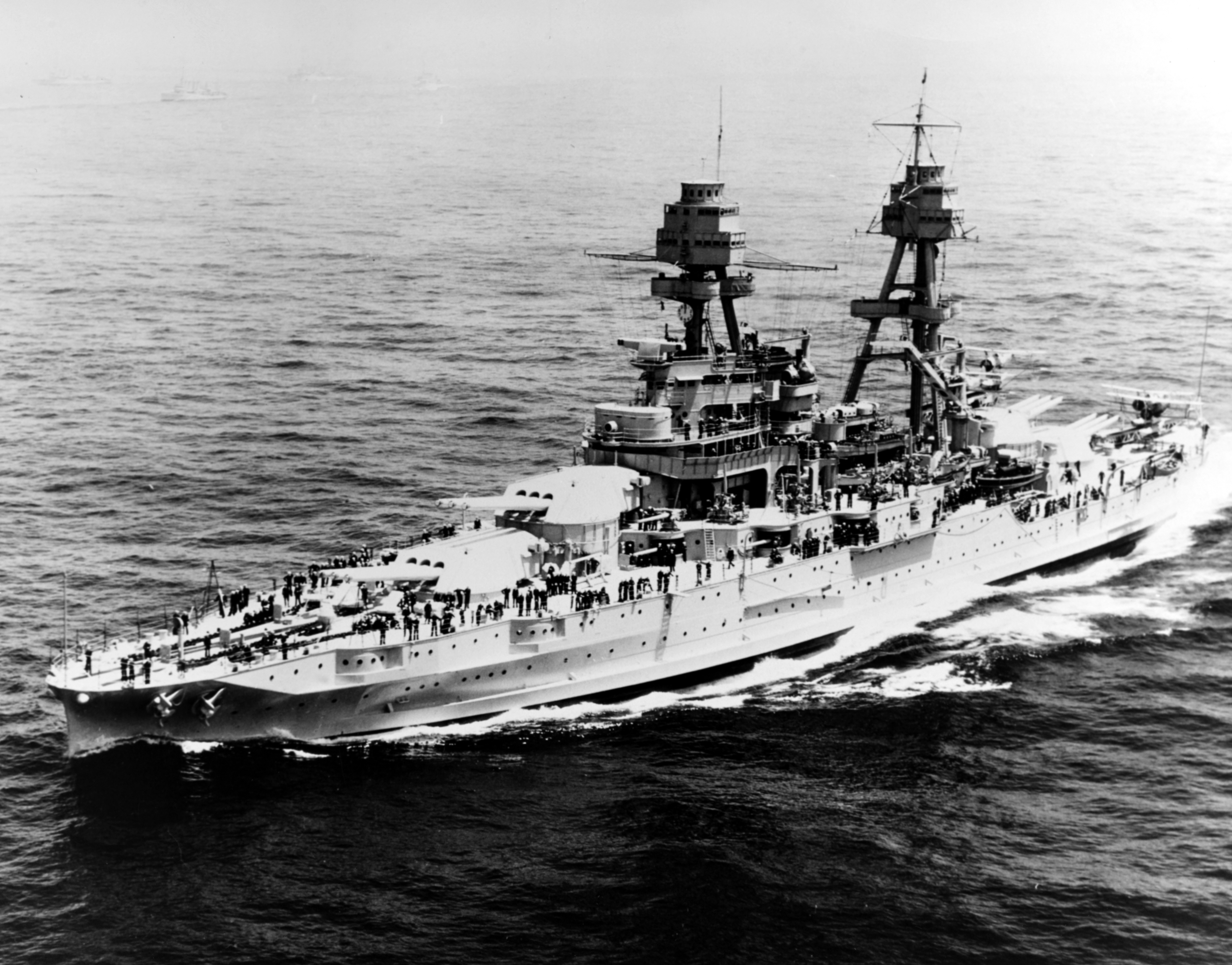
O USS Pennsylvania em 1934

O projeto da Classe Pennsylvania ocorreu sob restrições de que seu tamanho não poderia ser muito superior ao da predecessora Classe Navada, porém mesmo assim a versão aprovada acabou ficando maior em dimensões e com um deslocamento de aproximadamente quatro mil toneladas a mais. Os dois navios da classe foram os primeiros da Marinha dos Estados Unidos equipados apenas torres de artilharia triplas para sua bateria principal. Oposição política no Congresso fez com que o orçamento de cada um dos couraçados fossem aprovados em anos diferentes, quebrando o padrão estabelecido até então de encomendar dois navios por ano fiscal.
As embarcações entraram em serviço durante a Primeira Guerra Mundial, porém permaneceram nos Estados Unidos durante todo o conflito. Pelo período entreguerras os dois ocuparam-se de treinamentos de rotina e exercícios anuais com o resto da frota, sempre como parte da Frota do Pacífico. Ambos foram modernizados entre 1929 e 1931. Eles estavam ancorados em Pearl Harbor em dezembro de 1941 durante o Ataque a Pearl Harbor. O Arizona foi destruído por uma explosão interna após ser atingido por uma bomba; sua superestrutura e armas foram removidas, mas a maior parte de seus destroços permanecem naufragados. O Pennsylvania sofreu apenas danos leves e rapidamente voltou ao serviço ativo, sendo empregado principalmente para deveres de bombardeio litorâneo. Exerceu esta função nas campanhas das Ilhas Aleutas, Ilhas Gilbert e Marshall, Ilhas Marianas e Palau e Filipinas. Foi torpedeado e seriamente danificado em 1945 enquanto seguia para a Batalha de Okinawa, estando sob reparos ao final da guerra. Foi usado na Operação Crossroads e depois deliberadamente afundado em 1948.
| Navio            | Armas principais | Deslocamento | Propulsão                            | Serviço         | Serviço       | Serviço         | Serviço          |
| Navio            | Armas principais | Deslocamento | Propulsão                            | Batimento       | Lançamento    | Comissionamento | Destino          |
| ---------------- | ---------------- | ------------ | ------------------------------------ | --------------- | ------------- | --------------- | ---------------- |
| USS Pennsylvania | 12 × 356 mm      | 32 430 t     | 4 turbinas a vapor; 21 nós (39 km/h) | outubro de 1913 | março de 1915 | junho de 1916   | Afundado em 1948 |
| USS Arizona      | 12 × 356 mm      | 32 430 t     | 4 turbinas a vapor; 21 nós (39 km/h) | março de 1914   | junho de 1915 | outubro de 1916 | Afundado em 1941 |

### ClasseNew Mexico

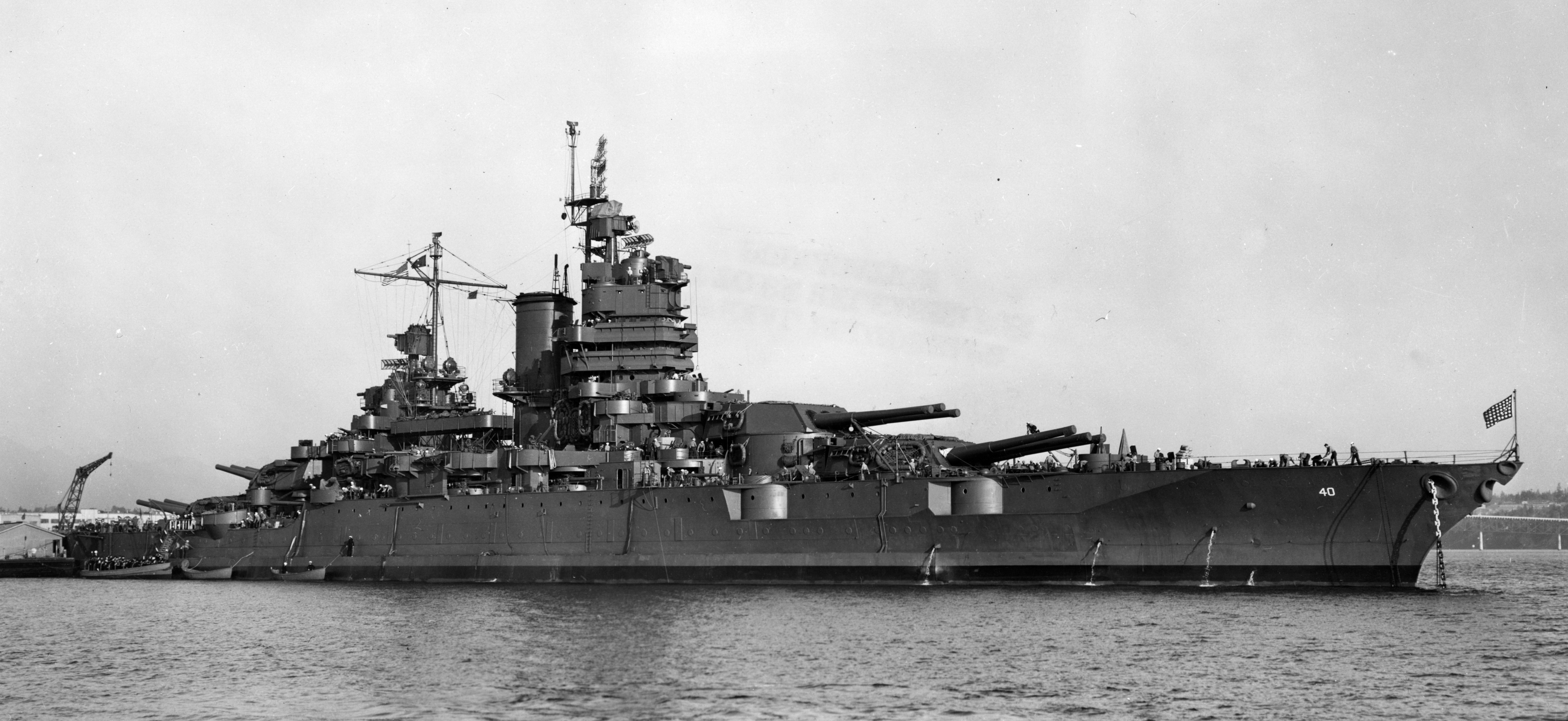
O USS New Mexico em 1943

O projeto da Classe New Mexico foi muito baseado na predecessora Classe Pennsylvania, mas incorporando algumas pequenas modificações, incluindo o uso de uma proa clipper a fim de melhorar sua navegabilidade, relocação da bateria secundária para que ficassem menos molhadas em mares bravios, fortalecimento da blindagem do convés e a adoção de uma nova torre de artilharia tripla de 356 milímetros que era mais poderosa do que aquela usada nas classes anteriores. O uso de canhões de 406 milímetros foi considerado durante a fase de desenvolvimento, mas abandonado porque eles elevariam os custos dos couraçados e não ofereceriam na época uma vantagem muito maior do que as armas de 356 milímetros. Como teste, o New Mexico recebeu um esquema de propulsão turbo-elétrico, que era considerado mais eficiente. Duas embarcações foram originalmente encomendadas, porém a venda dos pré-dreadnoughts da Classe Mississippi para a Grécia em 1914 gerou fundos suficientes para a encomenda de um terceiro navio.
Os couraçados começaram na Frota do Atlântico, mas logo foram transferidos para a Frota do Pacífico. Os três ocuparam-se de treinamentos de rotina e grandes exercícios junto com toda a frota no decorrer do período entreguerras. Com o início da Segunda Guerra Mundial na Europa em 1939, as embarcaçoes da Classe New Mexico voltaram para a Frota do Atlântico para conduzir patrulhas de neutralidade e proteger navios mercantes norte-americanos. Eles voltaram para o Pacífico após o Ataque a Pearl Harbor e em 1942 patrulharam a Costa Oeste, sendo em seguida usados para bombardeio litorâneo no Teatro do Pacífico. Nesta função, pelos três anos seguitnes, participaram das campanhas das Ilhas Aleutas, Ilhas Gilbert e Marshall, Ilhas Mariana e Palau e Filipinas, mais as batalhas de Iwo Jima e Okinawa. Ao final da guerra envolveram-se no início da ocupação do Japão, retornando para os Estados Unidos logo em seguida. O New Mexico e o Idaho foram descomissionados em 1946 e desmontados em 1947. Já o Mississippi foi convertido em um navio-escola de artilharia e usado como plataforma de teste para novas armas, incluindo mísseis, até ser descomissionado em 1956 e desmontado.
| Navio           | Armas principais | Deslocamento | Propulsão                                                 | Serviço         | Serviço         | Serviço          | Serviço            |
| Navio           | Armas principais | Deslocamento | Propulsão                                                 | Batimento       | Lançamento      | Comissionamento  | Destino            |
| --------------- | ---------------- | ------------ | --------------------------------------------------------- | --------------- | --------------- | ---------------- | ------------------ |
| USS New Mexico  | 12 × 356 mm      | 33 530 t     | 4 turbinas a vapor; 4 motores elétricos; 21 nós (39 km/h) | outubro de 1915 | abril de 1917   | maio de 1918     | Desmontado em 1947 |
| USS Mississippi | 12 × 356 mm      | 33 530 t     | 4 turbinas a vapor; 21 nós (39 km/h)                      | abril de 1915   | janeiro de 1917 | dezembro de 1917 | Desmontado em 1956 |
| USS Idaho       | 12 × 356 mm      | 33 530 t     | 4 turbinas a vapor; 21 nós (39 km/h)                      | janeiro de 1915 | junho de 1917   | março de 1919    | Desmontado em 1947 |

### ClasseTennessee

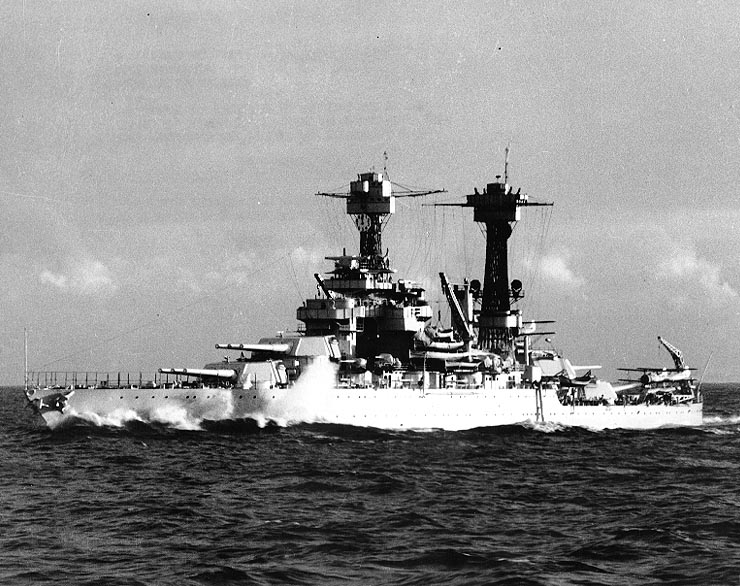
O USS Tennessee na década de 1930

O aumento do tamanho dos canhões de couraçados estrangeiros para 381 milímetros fez a Marinha dos Estados Unidos considerar navios maiores e mais bem armados para fazer frente a essas embarcações, porém isto foi barrado pelo Secretário da Marinha. Consequentemente, o projeto da Classe Tennessee foi essencialmente uma repetição da predecessora Classe New Mexico. Sua principal mudança foi um sistema de proteção subaquático aprimorado para resistir a minas navais e novos torpedos desenvolvidos no exterior. Além disso, os couraçados adotaram o sistema de propulsão turbo-elétrico que tinha sido desenvolvido para a sucessora Classe Colorado, mas retroativamente aplicado à Classe Tennessee antes que suas construções começassem.
Os navios atuaram durante toda a sua carreira na Frota do Pacífico e suas primeiras décadas de serviço foram tranquilas, com suas atividades consistindo em treinamentos e exercícios com o resto da frota. Ambos foram alvos no Ataque a Pearl Harbor em dezembro de 1941; o Tennessee foi atingido por duas bombas que não causaram grandes danos, já o California afundou em água rasa após ser atingido por dois torpedos e uma bomba. Eles passaram por uma grande reconstrução que fortaleceu seu armamento antiaéreo e defesa subaquática. Ao voltarem ao serviço foram colocados em deveres de bombardeio litorâneo nas campanhas das Ilhas Aleutas, Ilhas Gilbert e Marshall, Ilhas Mariana e Palau e Filipinas, depois também nas batalhas de Iwo Jima e Okinawa. Deram suporte para a ocupação inicial do Japão antes de voltarem para casa, sendo descomissionados em 1947. Eles permaneceram na Frota de Reserva do Atlântico até 1959, quando foram descartados e desmontados.
| Navio          | Armas principais | Deslocamento | Propulsão                                                | Serviço         | Serviço          | Serviço         | Serviço             |
| Navio          | Armas principais | Deslocamento | Propulsão                                                | Batimento       | Lançamento       | Comissionamento | Destino             |
| -------------- | ---------------- | ------------ | -------------------------------------------------------- | --------------- | ---------------- | --------------- | ------------------- |
| USS Tennessee  | 12 × 356 mm      | 33 725 t     | 2 turbo-geradores; 4 motores elétricos; 21 nós (39 km/h) | maio de 1917    | abril de 1919    | junho de 1920   | Desmontados em 1959 |
| USS California | 12 × 356 mm      | 33 725 t     | 2 turbo-geradores; 4 motores elétricos; 21 nós (39 km/h) | outubro de 1916 | novembro de 1919 | agosto de 1921  | Desmontados em 1959 |

### ClasseColorado

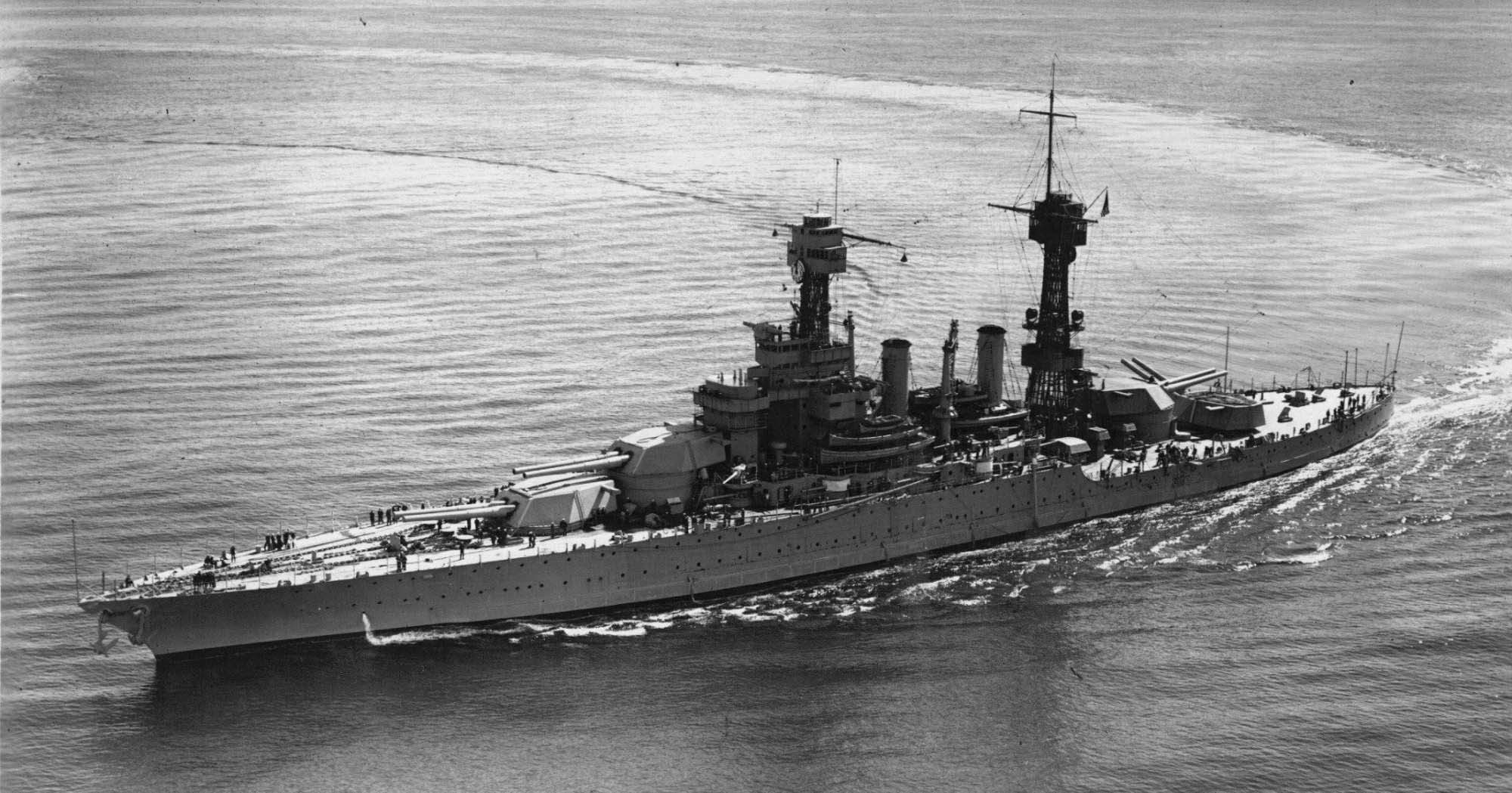
O USS Colorado em 1924

Canhões de 406 milímetros foram considerados para serem usados em classes anteriores, porém isto sempre foi barrado pelo Secretário da Marinha por questões de custo e aparente pouca necessidade para tal mudança. Mesmo assim, trabalhos de projeto em armas do tipo continuaram pela primeira metade da década de 1910. Foi apenas com a Classe Colorado que o aumento para 406 milímetros foi autorizado, porém isto foi a única grande mudança permitida. Consequentemente, o projeto da Classe Colorado era uma repetição da predecessora Classe Tennessee, mas adaptada para acomodar quatro torres de artilharia duplas de 406 milímetros.
Dos quatro navios encomendados, três foram finalizados. O Washington foi cancelado dois dias depois da assinatura do Tratado Naval de Washington, quando estava 75 por cento completo, com seu casco sendo afundado em novembro de 1924 durante testes e estudos de artilharia e blindagem. Os couraçados finalizados passaram o período entreguerras realizando exercícios e treinamentos de rotina e viagens diplomáticas para portos estrangeiros. O Maryland e West Virginia estavam ancorados em Pearl Harbor em dezembro de 1941 durante o ataque japonês à base; o primeiro foi atingido por duas bombas mas não ficou muito danificado, já o segundo foi seriamente danificado pelo acerto de sete torpedos e duas bombas. O Colorado e o Maryland foram modernizados e participaram de operações nas campanhas das Ilhas Gilbert e Marshall e Ilhas Mariana e Palau. O West Virginia passou por uma enorme modernização e só retornou ao serviço em 1944, juntando-se aos seus irmãos na campanha das Filipinas. Os três depois disso participaram da campanha nas Ilhas Vulcano e Ryukyu, retornando para casa ao final da guerra. Foram descomissionados em 1947 e mantidos na reserva até serem descartados e desmontados em 1959.
| Navio             | Armas principais | Deslocamento | Propulsão                                                | Serviço       | Serviço          | Serviço          | Serviço                     |
| Navio             | Armas principais | Deslocamento | Propulsão                                                | Batimento     | Lançamento       | Comissionamento  | Destino                     |
| ----------------- | ---------------- | ------------ | -------------------------------------------------------- | ------------- | ---------------- | ---------------- | --------------------------- |
| USS Colorado      | 8 × 406 mm       | 34 130 t     | 2 turbo-geradores; 4 motores elétricos; 21 nós (39 km/h) | maio de 1919  | março de 1921    | agosto de 1923   | Desmontados em 1959         |
| USS Maryland      | 8 × 406 mm       | 34 130 t     | 2 turbo-geradores; 4 motores elétricos; 21 nós (39 km/h) | abril de 1917 | março de 1920    | julho de 1921    | Desmontados em 1959         |
| USS Washington    | 8 × 406 mm       | 34 130 t     | 2 turbo-geradores; 4 motores elétricos; 21 nós (39 km/h) | junho de 1919 | setembro de 1921 | —                | Cancelado; afundado em 1924 |
| USS West Virginia | 8 × 406 mm       | 34 130 t     | 2 turbo-geradores; 4 motores elétricos; 21 nós (39 km/h) | abril de 1920 | novembro de 1921 | dezembro de 1923 | Desmontado em 1959          |

### ClasseSouth Dakota(1920)

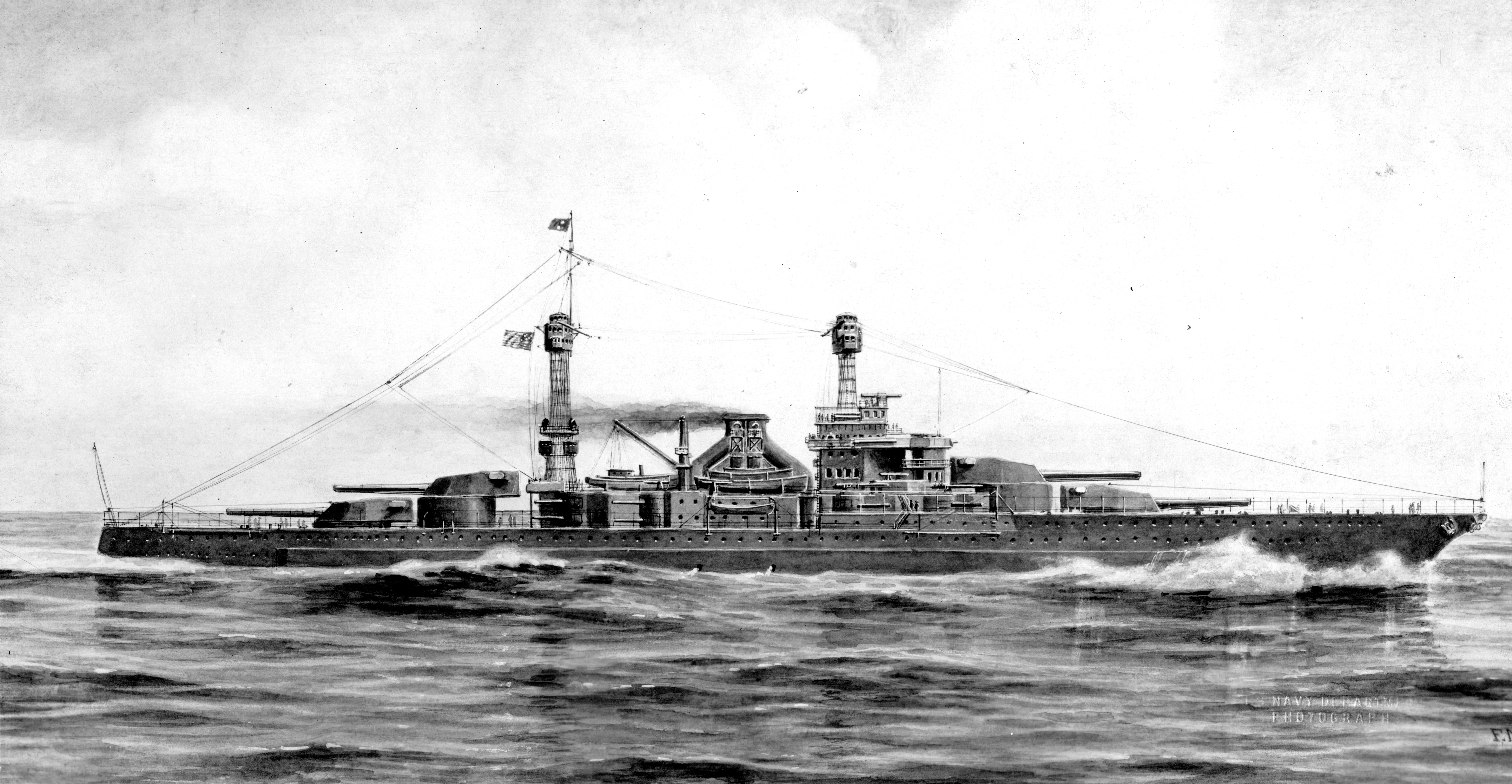
Desenho da Classe South Dakota

O início da Primeira Guerra Mundial em 1914 e percepções da inferioridade naval dos Estados Unidos diante de possíveis adversários como a Alemanha fizeram o governo norte-americano reconsiderar suas limitações para construção naval. Consequentemente, a Classe South Dakota foi projetada em uma escala muito maior. Seu deslocamento cresceu para mais de quarenta mil toneladas, sua velocidade foi elevada em dois nós e seu armamento foi ampliado para doze canhões de 406 milímetros em quatro torres de artilharia triplas. Apesar desse aumento no tamanho, as embarcações ainda assim seguiram o "tipo padrão", tendo sido projetadas com as mesmas pontes de comando, mastros, sistema de propulsão e proteção subaquática dos couraçados das classes anteriores.
Os navios foram aprovados em 1917, porém a entrada dos Estados Unidos na Primeira Guerra Mundial no mesmo ano fez com que suas construções fossem suspensas em favor de embarcações menores. Isto permitiu pequenas alterações no projeto baseado em experiências adquiridas pelos britânicos, especialmente na Batalha da Jutlândia em 1916. Suas obras começaram após o fim da guerra em 1920 e 1921, porém acabaram cancelados em 1922 de acordo com os termos do Tratado Naval de Washington. Seus cascos incompletos foram vendidos para desmontagem no ano seguinte.
| Navio              | Armas principais | Deslocamento | Propulsão                                                | Serviço          | Serviço    | Serviço         | Serviço                                 |
| Navio              | Armas principais | Deslocamento | Propulsão                                                | Batimento        | Lançamento | Comissionamento | Destino                                 |
| ------------------ | ---------------- | ------------ | -------------------------------------------------------- | ---------------- | ---------- | --------------- | --------------------------------------- |
| USS South Dakota   | 12 × 406 mm      | 47 800 t     | 2 turbo-geradores; 4 motores elétricos; 23 nós (43 km/h) | março de 1920    | —          | —               | Cancelados em 1922; desmontados em 1923 |
| USS Indiana        | 12 × 406 mm      | 47 800 t     | 2 turbo-geradores; 4 motores elétricos; 23 nós (43 km/h) | novembro de 1920 | —          | —               | Cancelados em 1922; desmontados em 1923 |
| USS Montana        | 12 × 406 mm      | 47 800 t     | 2 turbo-geradores; 4 motores elétricos; 23 nós (43 km/h) | setembro de 1920 | —          | —               | Cancelados em 1922; desmontados em 1923 |
| USS North Carolina | 12 × 406 mm      | 47 800 t     | 2 turbo-geradores; 4 motores elétricos; 23 nós (43 km/h) | janeiro de 1920  | —          | —               | Cancelados em 1922; desmontados em 1923 |
| USS Iowa           | 12 × 406 mm      | 47 800 t     | 2 turbo-geradores; 4 motores elétricos; 23 nós (43 km/h) | maio de 1920     | —          | —               | Cancelados em 1922; desmontados em 1923 |
| USS Massachusetts  | 12 × 406 mm      | 47 800 t     | 2 turbo-geradores; 4 motores elétricos; 23 nós (43 km/h) | abril de 1921    | —          | —               | Cancelados em 1922; desmontados em 1923 |

### ClasseNorth Carolina

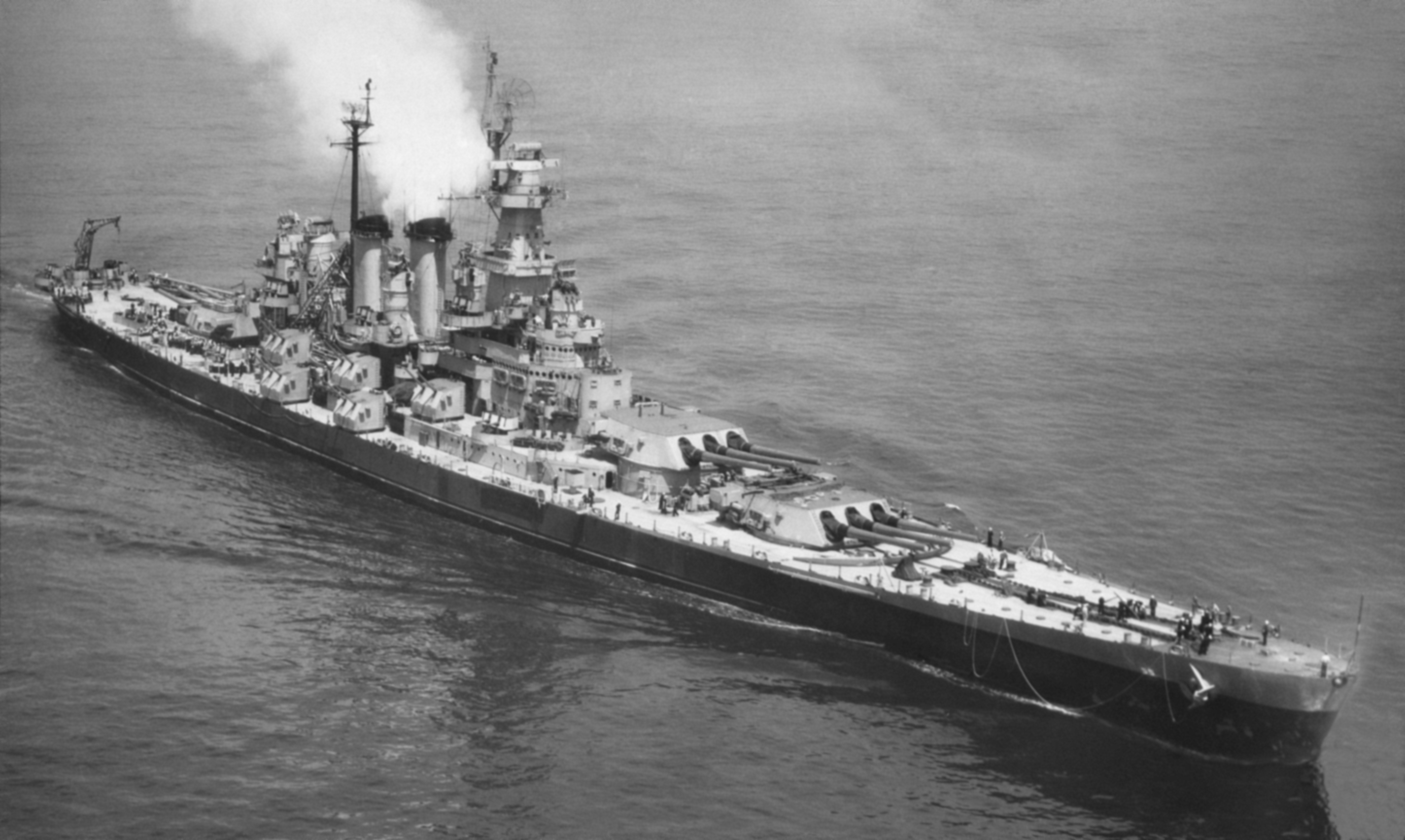
O USS North Carolina em 1946

O Tratado Naval de Washington restringiu o tamanho de novos couraçados a 36 mil toneladas de deslocamento padrão e proibiu a construção de novos navios por dez anos. Esta restrição foi ampliada até 1936 pelo Tratado Naval de Londres de 1930, enquanto o Segundo Tratado Naval de Londres de 1936 restringiu o tamanho das armas principais a 356 milímetros. Vários projetos que aderiam a essas restrições foram considerados para a Classe North Carolina, com a versão aprovada tendo uma velocidade máxima elevada para os navios poderem escoltar porta-aviões e com uma bateria principal de doze canhões de 356 milímetros em três torres de artilharia quádruplas. Entretanto, os Estados Unidos invocaram em 1937 a chamada "cláusula do escalonamento", que permitia armas de até 406 milímetros caso alguns dos signatários do Tratado Naval de Washington não assinasse o Segundo Tratado Naval de Londres, algo que o Japão não tinha feito. Consequentemente, a Classe North Carolina foi armada com nove canhões de 406 milímetros.
O Washington reforçou a Frota Doméstica britânica na escolta de comboios para a União Soviética no início de 1942. Os dois em seguida foram trasferidos para a Campanha de Guadalcanal, onde o Washington afundou o couraçado japonês Kirishima na Batalha Naval de Guadalcanal. Depois disso ambos foram empregados na escolta de porta-aviões nas campanhas das Ilhas Salomão, Ilhas Gilbert e Marshall, Ilhas Mariana e Palau e Ilhas Vulcano e Ryukyu, ocasionalmente também sendo usados em bombardeio litorâneo. Eles voltaram para os Estados Unidos ao final da guerra e foram descomissionados em 1947, permanecendo na reserva até 1960. O Washington foi desmontado no ano seguinte, enquanto o North Carolina foi transformado em um navio-museu em seu estado homônimo.
| Navio              | Armas principais | Deslocamento | Propulsão                            | Serviço         | Serviço       | Serviço         | Serviço                     |
| Navio              | Armas principais | Deslocamento | Propulsão                            | Batimento       | Lançamento    | Comissionamento | Destino                     |
| ------------------ | ---------------- | ------------ | ------------------------------------ | --------------- | ------------- | --------------- | --------------------------- |
| USS North Carolina | 9 × 406 mm       | 45 500 t     | 4 turbinas a vapor; 28 nós (52 km/h) | outubro de 1937 | junho de 1940 | abril de 1941   | Preservado como navio-museu |
| USS Washington     | 9 × 406 mm       | 45 500 t     | 4 turbinas a vapor; 28 nós (52 km/h) | junho de 1938   | junho de 1940 | maio de 1941    | Desmontado em 1961          |

### ClasseSouth Dakota(1939)

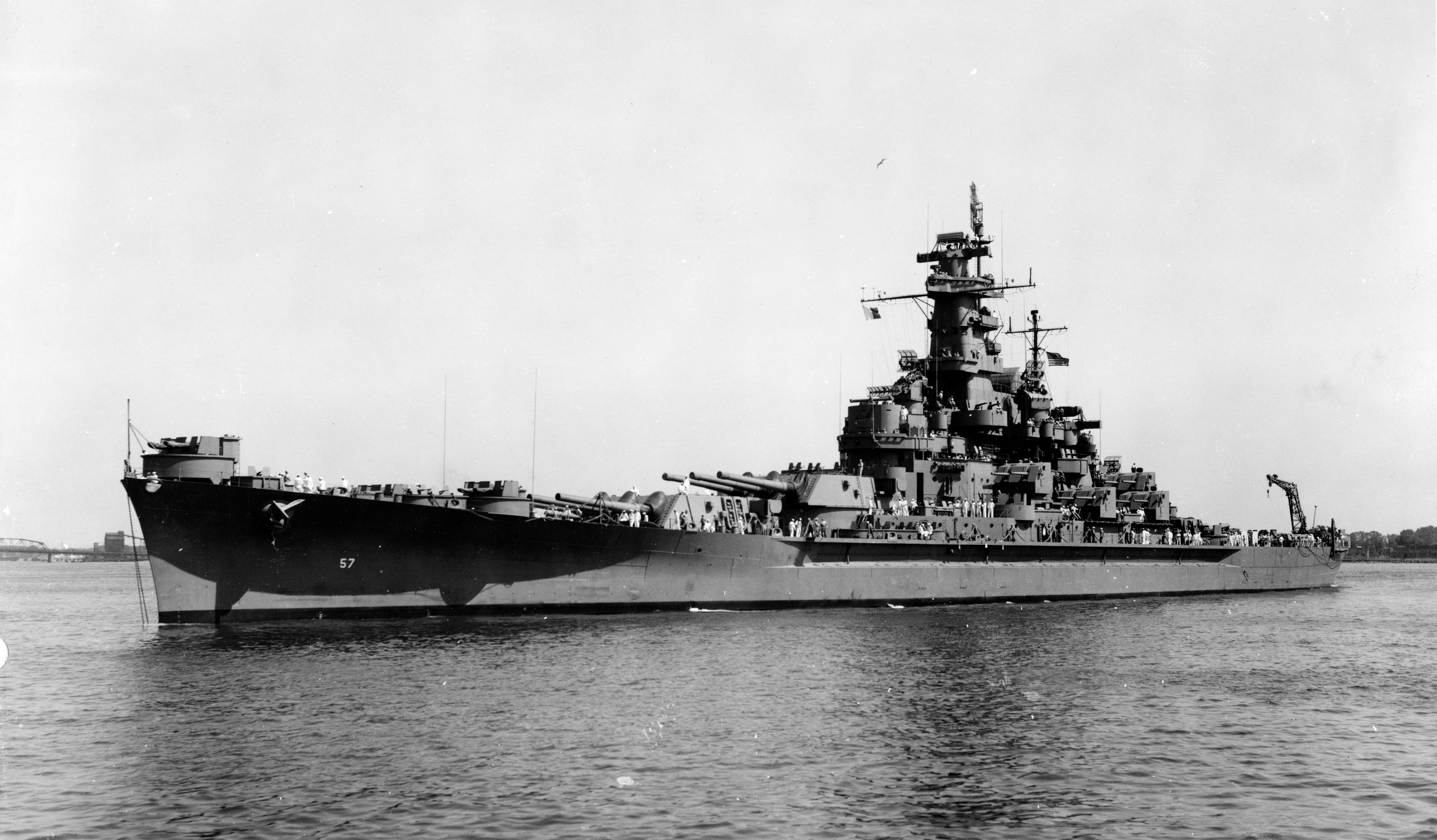
O USS South Dakota em 1943

O sistema do Tratado Naval de Washington ruiu após 1937 em meio a um grande rearmamento naval internacional. Como os Estados Unidos tinham invocado a "cláusula do escalonamento" do Segundo Tratado Naval de Londres, o país tinha permissão para construir couraçados com até 46 mil toneladas de deslocamento padrão e armamento principal de 406 milímetros. Entretanto, o Congresso nesse momento só estava disposto a autorizar embarcações com o limite anterior de 36 mil toneladas. Dessa forma, o projeto da Classe South Dakota foi forçado a manter o mesmo arranjo da bateria principal da predecessora Classe North Carolina, porém implementou uma blindagem mais espessa e a mesma velocidade máxima em um casco aproximadamente vinte metros mais curto.
O South Dakota e o Indiana foram enviados para a Campanha de Guadalcanal assim que entraram em serviço. O Massachusetts apoiou a invasão do Norte da África, duelando brevemente com o incompleto couraçado francês Jean Bart. Já o Alabama reforçou a Frota Doméstica britânica no início de 1943. O Massachusetts e o Alabama foram para o Teatro do Pacífico em meados de 1943, juntando-se a seus irmãos na escolta de porta-aviões e bombardeios litorâneos nas campanhas das Ilhas Gilbert e Marshall, Ilhas Marianas e Palau, Filipinas e Ilhas Vulcano e Ryukyu. Também realizaram bombardeios do próprio arquipélago japonês. Foram descomissionados em 1947 e mantidos na reserva. O South Dakota foi descartado e desmontado em 1962, mesmo destino do Indiana no seguinte. Já o Massachusetts e Alabama foram preservados como navios-museu em seus respectivos estados homônimos.
| Navio             | Armas principais | Deslocamento | Propulsão                            | Serviço           | Serviço           | Serviço         | Serviço                       |
| Navio             | Armas principais | Deslocamento | Propulsão                            | Batimento         | Lançamento        | Comissionamento | Destino                       |
| ----------------- | ---------------- | ------------ | ------------------------------------ | ----------------- | ----------------- | --------------- | ----------------------------- |
| USS South Dakota  | 9 × 406 mm       | 45 230 t     | 4 turbinas a vapor; 27 nós (50 km/h) | julho de 1939     | junho de 1941     | março de 1942   | Desmontado em 1962            |
| USS Indiana       | 9 × 406 mm       | 45 230 t     | 4 turbinas a vapor; 27 nós (50 km/h) | setembro de 1939  | novembro de 1941  | abril de 1942   | Desmontado em 1963            |
| USS Massachusetts | 9 × 406 mm       | 45 230 t     | 4 turbinas a vapor; 27 nós (50 km/h) | julho de 1939     | setembro de 1941  | maio de 1942    | Preservados como navios-museu |
| USS Alabama       | 9 × 406 mm       | 45 230 t     | 4 turbinas a vapor; 27 nós (50 km/h) | fevereiro de 1940 | fevereiro de 1942 | agosto de 1942  | Preservados como navios-museu |

### ClasseIowa

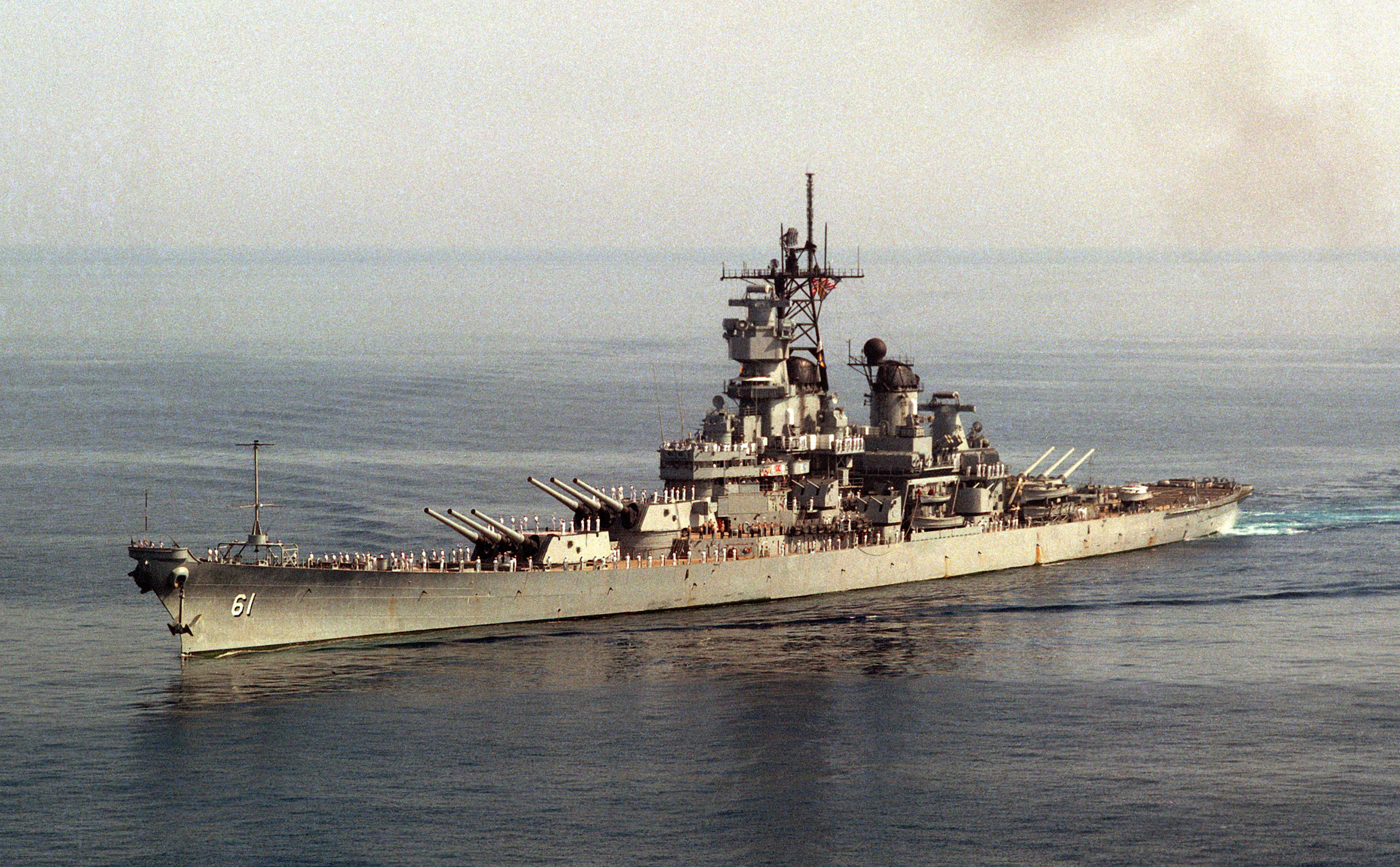
O USS Iowa em 1987

Oposição política no Congresso contra o aumento do tamanho dos couraçados deixou de ser um fator por volta de 1938, permitindo que a Marinha dos Estados Unidos criasse um projeto que aproveitasse as dez mil toneladas extras de deslocamento previstas na "cláusula do escalonamento" do Segundo Tratado Naval de Londres. Esse deslocamento a mais foi empregado principalmente para aumentar o comprimento das embarcações a fim de permitir que alcançassem uma velocidade máxima de 33 nós (61 quilômetros por hora), seis nós a mais que a predecessora Classe South Dakota. Além disso, uma nova versão mais poderosa dos canhões de 406 milímetros foi implementada, enquanto a subdivisão interna também foi alterada para proporcionar uma melhor contenção de inundações.
Seis couraçados foram encomendados, porém os dois últimos não estavam prontos ao final da Segunda Guerra Mundial e foram cancelados e desmontados na década de 1950. Os quatro finalizados participaram da escolta de porta-aviões nas campanhas das Ilhas Gilbert e Marshall, Ilhas Mariana e Palau, Filipinas e Ilhas Vulcano e Ryukyu, além de operações de bombardeio litorâneo. Foi a bordo do Missouri que a Rendição do Japão foi assinada. O Iowa, New Jersey e Wisconsin foram descomissionados após a guerra, porém o Missouri continuou em serviço. Com o início da Guerra da Coreia em 1950, todos voltaram ao serviço e foram empregados para proporcionarem suporte de artilharia, sendo descomissionados e colocados na reserva em seguida. O New Jersey foi o único a ser reativado para atuar na Guerra do Vietnã em 1968, mas serviu por apenas um ano antes de voltar para a reserva. Os quatro foram reativados e modernizados na década de 1980, participando de exercícios e manobras ao redor do mundo. O Missouri e o Wisconsin atuaram na Guerra do Golfo em 1991 bombardeando alvos no litoral. Os quatro foram descomissionados pela última vez no início da década de 1990. Todos foram preservados como navios-museu: o Missouri em 1999 no Havaí, o New Jersey em 2001 em seu estado homônimo, o Wisconsin em 2006 na Virgínia e o Iowa em 2012 na Califórnia.
| Navio          | Armas principais | Deslocamento | Propulsão                            | Serviço          | Serviço          | Serviço           | Serviço                       |
| Navio          | Armas principais | Deslocamento | Propulsão                            | Batimento        | Lançamento       | Comissionamento   | Destino                       |
| -------------- | ---------------- | ------------ | ------------------------------------ | ---------------- | ---------------- | ----------------- | ----------------------------- |
| USS Iowa       | 9 × 406 mm       | 58 460 t     | 4 turbinas a vapor; 33 nós (61 km/h) | junho de 1940    | agosto de 1942   | fevereiro de 1943 | Preservados como navios-museu |
| USS New Jersey | 9 × 406 mm       | 58 460 t     | 4 turbinas a vapor; 33 nós (61 km/h) | setembro de 1940 | dezembro de 1942 | maio de 1943      | Preservados como navios-museu |
| USS Missouri   | 9 × 406 mm       | 58 460 t     | 4 turbinas a vapor; 33 nós (61 km/h) | janeiro de 1941  | janeiro de 1944  | junho de 1944     | Preservados como navios-museu |
| USS Wisconsin  | 9 × 406 mm       | 58 460 t     | 4 turbinas a vapor; 33 nós (61 km/h) | janeiro de 1941  | dezembro de 1943 | abril de 1944     | Preservados como navios-museu |
| USS Illinois   | 9 × 406 mm       | 58 460 t     | 4 turbinas a vapor; 33 nós (61 km/h) | dezembro de 1942 | —                | —                 | Cancelado; desmontado em 1958 |
| USS Kentucky   | 9 × 406 mm       | 58 460 t     | 4 turbinas a vapor; 33 nós (61 km/h) | março de 1942    | —                | —                 | Cancelado; desmontado em 1959 |

### ClasseMontana

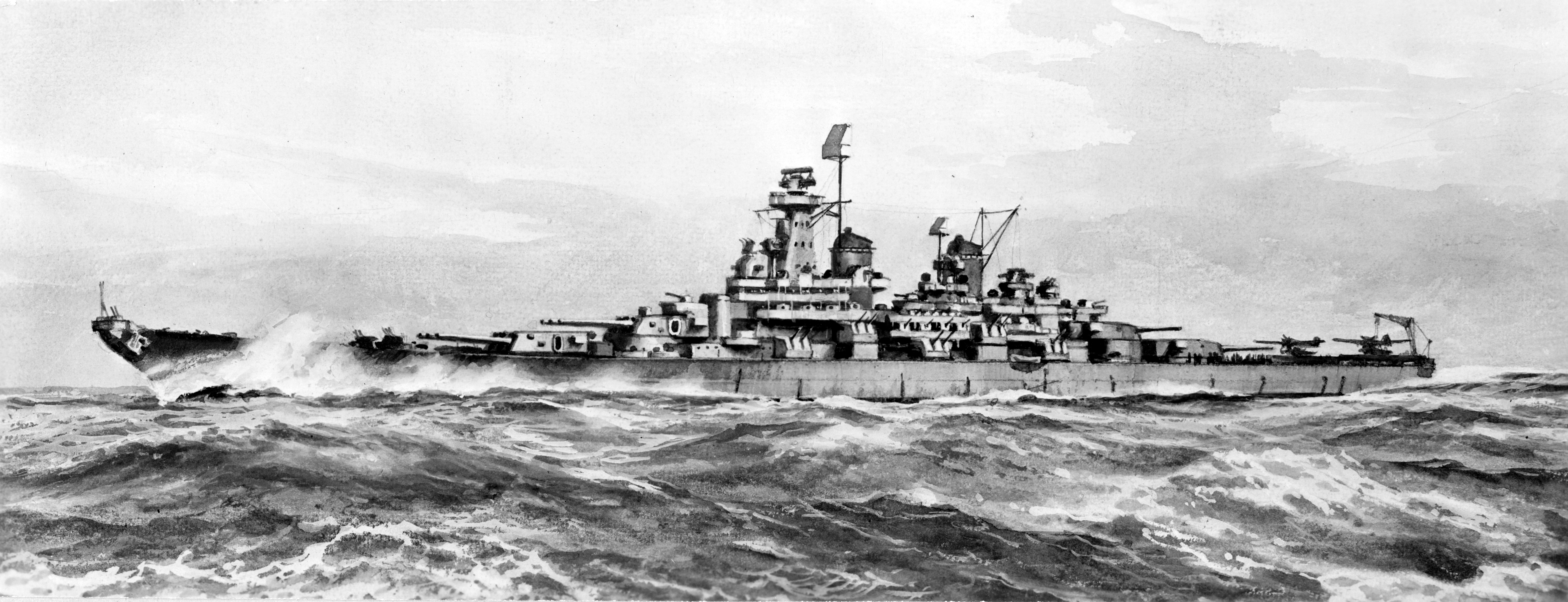
Desenho da Classe Montana

O projeto da Classe Montana foi elaborado sem nenhuma limitação imposta por tratados internacionais, assim os projetistas puderam ampliar em muito as dimensões gerais das embarcações para que pudessem acomodar as mudanças desejadas e serem o mais poderosas possível. O projeto foi baseado na predecessora Classe Iowa, contendo uma torre de artilharia tripla de 406 milímetros a mais e maior proteção de blindagem, porém com a velocidade máxima reduzida para 28 nós. Os couraçados também teriam sido equipados com novos modelos dos canhões e torres duplas de 127 milímetros da bateria secundária e antiaérea.
Cinco couraçados foram encomendados em 1942, porém foram colocados em espera porque a Classe Iowa e os porta-aviões da Classe Essex estavam em construção nos mesmo estaleiros e tinham maior prioridade. A Classe Montana foi suspensa em junho e cancelada no ano seguinte antes de suas obras começarem, pois a marinha passou a acreditar que porta-aviões eram de valor estratégico muito maior do que couraçados.
| Navio             | Armas principais | Deslocamento | Propulsão                            | Serviço   | Serviço    | Serviço         | Serviço            |
| Navio             | Armas principais | Deslocamento | Propulsão                            | Batimento | Lançamento | Comissionamento | Destino            |
| ----------------- | ---------------- | ------------ | ------------------------------------ | --------- | ---------- | --------------- | ------------------ |
| USS Montana       | 12 × 406 mm      | 72 105 t     | 4 turbinas a vapor; 28 nós (52 km/h) | —         | —          | —               | Cancelados em 1943 |
| USS Ohio          | 12 × 406 mm      | 72 105 t     | 4 turbinas a vapor; 28 nós (52 km/h) | —         | —          | —               | Cancelados em 1943 |
| USS Maine         | 12 × 406 mm      | 72 105 t     | 4 turbinas a vapor; 28 nós (52 km/h) | —         | —          | —               | Cancelados em 1943 |
| USS New Hampshire | 12 × 406 mm      | 72 105 t     | 4 turbinas a vapor; 28 nós (52 km/h) | —         | —          | —               | Cancelados em 1943 |
| USS Louisiana     | 12 × 406 mm      | 72 105 t     | 4 turbinas a vapor; 28 nós (52 km/h) | —         | —          | —               | Cancelados em 1943 |